# Lista de mangás lançados no Brasil
Esta é uma lista de mangás lançados no Brasil.

## 0-9
| Obra                                      | Autor                                         | Gênero         | Ano de lançamento | Situação no Brasil | Volumes | Editora      | Situação no país de origem | Volumes | Editora         |
| ----------------------------------------- | --------------------------------------------- | -------------- | ----------------- | ------------------ | ------- | ------------ | -------------------------- | ------- | --------------- |
| .hack//A Lenda do Bracelete do Crepúsculo | Tatsuya Hamazaki (Roteiro) Rei Izumi (Arte)   | Shōnen         | 2006              | Concluído          | 7       | JBC          | Concluído                  | 3       | Kadokawa Shoten |
| 07 Ghost                                  | Yuki Amemiya (Roteiro) Yukino Ichihara (Arte) | Josei Shōjo    | 2011              | Concluído          | 17      | Planet Manga | Concluído                  | 17      | Ichijinsha      |
| 1945                                      | Keiko Ichiguchi                               | -              | 2007              | Concluído          | 1       | NewPop       | Concluído                  | 1       | Kodansha        |
| 1 Litro de Lágrimas                       | Kito Aya KITA                                 | Shōjo          | 2009              | Concluído          | 1       | NewPop       | Concluído                  | 1       | Gentosha        |
| 5 Centímetros por Segundo                 | Makoto Shinkai (Roteiro) Yukiko Seike (Arte)  | Seinen         | 2015              | Concluído          | 2       | NewPop       | Concluído                  | 2       | Kodansha        |
| 20th Century Boys                         | Naoki Urasawa                                 | Seinen         | 2012              | Concluído          | 22      | Planet Manga | Concluído                  | 22      | Shogakukan      |
| 21th Century Boys                         | Naoki Urasawa                                 | Seinen         | 2016              | Concluído          | 2       | Planet Manga | Concluído                  | 2       | Shogakukan      |
| 100% Morango                              | Mizuki Kawashita                              | Shōnen / Ecchi | 2002              | Concluído          | 19      | Planet Manga | Concluído                  | 19      | Shueisha        |

## A
| Obra                                  | Autor                                                           | Gênero         | Ano Lançado | Status no Brasil | Volumes | Editora          | Status País Origem | Volumes | Editora           |
| ------------------------------------- | --------------------------------------------------------------- | -------------- | ----------- | ---------------- | ------- | ---------------- | ------------------ | ------- | ----------------- |
| A Arte da Guerra                      | Kasuke Maruo Variety Art Works Sun Tzu                          | -              | 2013        | Concluído        | 1       | L&PM             | Concluído          | 1       | Eastpress         |
| A Cidade Luz                          | Inio Asano                                                      | Seinen         | 2017        | Concluído        | 1       | Planet Manga     | Concluído          | 1       |                   |
| A Estrela do Hentai                   | Morihito Kanehira                                               | Shōnen         | 2018        | Concluído        | 2       | NewPop           | Concluído          | 2       |                   |
| À Flor da Pele                        | Rim Minani                                                      | Hentai         | 2015        | Concluído        | 1       | Alto Astral      | Concluído          | 1       | Kodansha          |
| A Heroica Lenda de Arslan             | Hiromu Arakawa                                                  | Shōnen         | 2019        | Em publicação    | 4       | JBC              | Em publicação      | 13      |                   |
| A Interpretação dos Sonhos            | Kasuke Maruo Variety Art Works Sigmund Freud                    | -              | 2014        | Concluído        | 1       | L&PM             | Concluído          | 1       | Eastpress         |
| A Lenda de Kamui                      | Sanpei Shirato                                                  | Seinen         | 1993        | Cancelado        | 3       | Abril            | Concluído          | 21      | Viz               |
| A menina do outro lado                | Nagabe                                                          | Shōnen         | 2019        | Em publicação    | 5       | DarkSide Books   | Em publicação      | 10      |                   |
| A Metamorfose                         | Kasuke Maruo Variety Art Works Franz Kafka                      | -              | 2013        | Concluído        | 1       | L&PM             | Concluído          | 1       | Eastpress         |
| A Nova Ilha do Tesouro                | Osamu Tezuka                                                    | Shōnen         | 2018        | Concluído        | 1       | NewPop           | Concluído          | 1       |                   |
| A Pessoa Amada                        | CLAMP                                                           | Shōjo          | 2012        | Concluído        | 1       | NewPop           | Concluído          | 1       | Kadokawa Shoten   |
| A Princesa e o Cavaleiro              | Osamu Tezuka                                                    | Shōjo          | 2002        | Concluído        | 8       | JBC              | Concluído          | 8       | Kodansha          |
| A Princesa Kilala                     | Rika Tanaka                                                     | Shōjo          | 2015        | Concluído        | 5       | Abril            | Concluído          | 5       | Kodansha          |
| A Serpente Vermelha                   | Hideshi Hino                                                    | Seinen         | 2007        | Concluído        | 1       | Zarabatana Books | Concluído          | 1       | Soubisha          |
| A Voz do Silêncio                     | Yoshitoki Ōima                                                  | Shōnen         | 2017        | Concluído        | 7       | NewPop           | Concluído          | 7       |                   |
| A Voz do Silêncio (Edição Definitiva) | Yoshitoki Ōima                                                  | Shōnen         | 2017        | Em publicação    | 1       | NewPop           | Concluído          | 4       |                   |
| Abara                                 | Tsutomu Nihei                                                   | Seinen         | 2009        | Concluído        | 2       | Planet Manga     | Concluído          | 2       | Shueisha          |
| Adolf                                 | Osamu Tezuka                                                    | Seinen         | 2006        | Concluído        | 5       | Conrad           | Concluído          | 5       | Kodansha          |
| Afro Samurai                          | Takashi Okazaki                                                 | Seinen         | 2009        | Concluído        | 2       | Planet Manga     | Concluído          | 2       | Gekiga            |
| After School Of The Earth             | Akihito Yoshitomi                                               | Shōnen         | 2014        | Concluído        | 6       | JBC              | Concluído          | 6       | Akita Shoten      |
| Ageha                                 | Koushi Rikudou                                                  | Seinen         | 2015        | Concluído        | 2       | JBC              | Concluído          | 2       | Kodansha          |
| Air Gear                              | Oh! Great                                                       | Shōnen / Ecchi | 2011        | Concluído        | 37      | Planet Manga     | Concluído          | 37      | Kodansha          |
| Aishiteruze Baby                      | Maki Youko                                                      | Shōjo          | 2009        | Concluído        | 7       | Planet Manga     | Concluído          | 7       | Shueisha          |
| Ajin                                  | Gamon Sakurai                                                   | Seinen         | 20          | Em publicação    | 16      | Planet Manga     | Em publicação      | 16      |                   |
| Akame Ga Kill!                        | Takahiro (Roteiro) Tetsuya Tashiro (Arte)                       | Shōnen         | 2015        | Concluído        | 15      | Planet Manga     | Concluído          | 15      | -                 |
| Akira                                 | Katsuhiro Otomo                                                 | Seinen         | 1990        | Concluído        | 38      | O Globo          | Concluído          | 6       | Kodansha          |
| Akira                                 | Katsuhiro Otomo                                                 | Seinen         | 2017        | Concluído        | 6       | JBC              | Concluído          | 6       | Kodansha          |
| Alice Hearts                          | Soumei Hoshino                                                  | Shōjo          | 2015        | Concluído        | 6       | NewPop           | Concluído          | 6       | Mag Garden        |
| Alice no País das Maravilhas          | Sakura Kinoshita                                                | Shōjo          | 2010        | Concluído        | 1       | NewPop           | Concluído          | 1       | Gentosha          |
| Alice no País das Maravilhas          | Jun Abe                                                         | Shōjo          | 2015        | Concluído        | 2       | Abril            | Concluído          | 2       | Kodansha          |
| Alive                                 | Tsutomu Takahashi                                               | Seinen         | 2017        | Concluído        | 1       | Planet Manga     | Concluído          | 1       |                   |
| All You Need Is Kill                  | Sakurazuka Hiroshi (Roteiro) Takeshi Obata (Arte)               | Seinen         | 2014        | Concluído        | 1       | JBC              | Concluído          | 2       | Shueisha          |
| Amar e Ser Amado                      | Yukari Yashiki                                                  | Shōjo          | 2011        | Concluído        | 1       | NewPop           | Concluído          | 1       | Gentosha          |
| Angel                                 | U-Jin                                                           | Hentai         | -           | Cancelado        | 3       | Ninja            | Em Publicação      | -       | -                 |
| Angel Sanctuary                       | Kaori Yuki                                                      | Shōjo          | 2005        | Concluído        | 40      | Planet Manga     | Concluído          | 20      | Hakusensha        |
| Angelic Layer                         | CLAMP                                                           | Shōnen         | 2005        | Concluído        | 5       | JBC              | Concluído          | 5       | Kadokawa Shoten   |
| Angry                                 | Yoo Kyun Won                                                    | Shōnen         | 2006        | Concluído        | 6       | Conrad           | Concluído          | 6       | Seoul Cultural    |
| Anjos Guerreiros                      | Yuji Shiozaki                                                   | Seinen         | 2013        | Paralisado       | 12      | Nova Sampa       | Concluído          | 24      |                   |
| AnoHana                               | Mari Okada (Roteiro) Mitsu Izumi (Arte)                         | Shōnen         | 2016        | Concluído        | 3       | JBC              | Concluído          | 3       |                   |
| Anomal                                | Nukuharu                                                        | -              | 2014        | Concluído        | 1       | Alto Astral      | Concluído          | 1       | Gen mangá         |
| Another                               | Yukito Ayatsuji                                                 | Seinen         | 2013        | Concluído        | 4       | JBC              | Concluído          | 4       | Kadokawa Shoten   |
| Another (Novel)                       | Yukito Ayatsuji                                                 | Seinen         | 2015        | Concluído        | 1       | JBC              | Concluído          | 1       | Kadokawa Shoten   |
| Aoharaido                             | Io Sakisaka                                                     | Shōjo          | 2015        | Concluído        | 13      | Planet Manga     | Concluído          | 13      | Shueisha          |
| Arakawa Under the Bridge              | Hikaru Nakamura                                                 | Seinen         | 2016        | Concluído        | 15      | Planet Manga     | Concluído          | 15      |                   |
| Ark Angels                            | Sang-Sun Park                                                   | Shōjo          | 2009        | Concluído        | 3       | NewPop           | Concluído          | 3       | Tokyopop          |
| As Estrelas Cantam                    | Natsuki Takaya                                                  | Shōjo          | 2010        | Concluído        | 11      | Planet Manga     | Concluído          | 11      | Hakusensha        |
| As Quintuplas                         | Negi Haruba                                                     | Shōnen         | 2020        | Em publicação    | 5       | Planet Manga     | Concluído          | 14      |                   |
| Assassination Classroom               | Yuusei Matsui                                                   | Shōnen         | 2014        | Concluído        | 21      | Planet Manga     | Concluído          | 21      | Shueisha          |
| Assim Falou Zaratustra                | Kasuke Maruo Variety Art Works Friedrich Nietzche               | -              | 2013        | Concluído        | 1       | L&PM             | Concluído          | 1       | Eastpress         |
| Astra Lost in Space                   | Kenta Shinohara                                                 | Shōnen         | 2020        | Em publicação    | 4       | Devir            | Concluído          | 5       |                   |
| Astral Project                        | Marginal (Roteiro) Garon Tsuchiya (Roteiro) Syuji Takeya (Arte) | Seinen         | 2011        | Concluído        | 4       | Planet Manga     | Concluído          | 4       | Enterbrain        |
| Astro Boy                             | Osamu Tezuka (Roteiro) Akira Himekawa (Arte)                    | Shōnen         | 2007        | Concluído        | 3       | Planet Manga     | Concluído          | 3       | Shogakukan        |
| Ataque dos Titãs                      | Hajime Isayama                                                  | Shōnen         | 2013        | Em Publicação    | 31      | Planet Manga     | Em Publicação      | 33      | Kodansha          |
| Ataque dos Titãs: Antes da Queda      | Hajime Isayama                                                  | Shōnen         | 2015        | Concluído        | 17      | Planet Manga     | Concluído          | 17      | Kodansha          |
| Ataque dos Titãs: Sem Arrependimentos | Hajime Isayama                                                  | Shōnen         | 2015        | Concluído        | 2       | Planet Manga     | Concluído          | 2       | Kodansha          |
| Atelier of Witch Hat                  | Kamome Shirahama                                                | Seinen         | 2019        | Em publicação    | 7       | Planet Manga     | Em publicação      | 7       |                   |
| Avengers 09                           | Seishi Kishimoto                                                | Shōnen         | 2018        | Concluído        | 5       | Planet Manga     | Concluído          | 5       |                   |
| Aventuras de Menino                   | Mitsuru Adachi                                                  | Shōnen         | 2011        | Concluído        | 1       | L&PM             | Concluído          | 1       | Shogakukan        |
| Ayako                                 | Osamu Tezuka                                                    | Seinen         | 2018        | Concluído        | 1       | Veneta           | Concluído          | 3       | Shueisha          |
| Azumangá Daioh!                       | Azuma Kiyohiko                                                  | Shōnen         | 2014        | Concluído        | 4       | NewPop           | Concluído          | 4       | ASCII Media Works |

## B
| Obra                                           | Autor                                            | Demografia     | Ano Lançado | Status no Brasil | Volumes | Editora      | Status País Origem | Volumes | Editora                 |
| ---------------------------------------------- | ------------------------------------------------ | -------------- | ----------- | ---------------- | ------- | ------------ | ------------------ | ------- | ----------------------- |
| Bakemonogatari                                 | Oh Great                                         | Shōnen         | 2019        | Em publicação    | 9       | Planet Manga | Em publicação      | 11      |                         |
| Bakuman                                        | Tsugumi Obah (Roteiro) Takeshi Obata (Arte)      | Shōnen         | 2011        | Concluído        | 20      | JBC          | Concluído          | 20      | Shueisha                |
| Bambi                                          | Atsushi Kaneko                                   | Seinen         | 2006        | Cancelado        | 4       | Conrad       | Concluído          | 6       | Enterbrain              |
| Banana Fish                                    | Akimi Yoshida                                    | Shōjo          | 2020        | Em publicação    | 4       | Planet Manga | Concluído          | 10      |                         |
| Banya: O Mensageiro                            | Kim Young Oh                                     | Shōnen         | 2009        | Concluído        | 5       | Conrad       | Concluído          | 5       | Haksan Culture          |
| Basilisk                                       | Futaro Yamada (Roteiro) Masaki Segawa (Arte)     | Seinen         | 2011        | Concluído        | 5       | Planet Manga | Concluído          | 5       | Kodansha                |
| Bastard!!                                      | Hazushi Hagiwara                                 | Shōnen / Ecchi | 27          | Hiato            | 27      | JBC          | Hiato              | 27      | Shueisha                |
| Batman & a Liga da Justiça                     | Shiori Teshirogi                                 | Seinen         | 2018        | Em publicação    | 1       | Planet Manga | Concluído          | 4       |                         |
| Battle Royale                                  | Koushun Takami (Roteiro) Masayuki Taguchi (Arte) | Seinen         | 2006        | Concluído        | 15      | Conrad       | Concluído          | 15      | Akita Shoten            |
| Battle Royale: Angels Border                   | Mioko Ohnishi Youhei Oguma Koushun Takami        | Seinen         | 2014        | Concluído        | 1       | NewPop       | Concluído          | 1       | Akita Shoten            |
| Battle Angel Alita                             | Yukito Kishiro                                   | Seinen         | 2017        | Concluído        | 4       | JBC          | Concluído          | 4       | Shueisha                |
| Battle Angel Alita: Last Order                 | Yukito Kishiro                                   | Seinen         | 2019        | Em publicação    | 8       | JBC          | Concluído          | 12      |                         |
| Beastars                                       | Itagaki Paru                                     | Seinen         | 2019        | Em publicação    | 12      | Planet Manga | Concluído          | 22      |                         |
| BB Project                                     | Shonen & Kaze                                    | -              | 2015        | Concluído        | 5       | Alto Astral  | Concluído          | 5       | Les Humanoïdes Associés |
| Beelzebub                                      | Tamura Ryuuhei                                   | Shōnen         | 2012        | Concluído        | 28      | Planet Manga | Concluído          | 28      | Shueisha                |
| Beldade Presa na Gaiola                        | Yuya Kirimi                                      | Shōjo / Yaoi   | 2019        | Concluído        | 1       | NewPop       | Concluído          | 1       |                         |
| Bem Vindo à N.H.K.                             | Tatsuhiko Takimoto (Roteiro) Kenji Oiwa (Arte)   | Shōnen         | 2010        | Concluído        | 8       | Planet Manga | Concluído          | 8       | Kadokawa Shoten         |
| Berserk                                        | Kentaro Miura                                    | Seinen         | 2005        | Em Publicação    | 80      | Planet Manga | Em Publicação      | 40      | Hakusensha              |
| Berserk (relançamento)                         | Kentaro Miura                                    | Seinen         | 2014        | Em Publicação    | 39      | Planet Manga | Em Publicação      | 40      | Hakusensha              |
| Berserk - Guidebook                            | Kentaro Miura                                    | Seinen         | 2017        | Concluído        | 1       | Planet Manga | Concluído          | 1       |                         |
| Bestiarius                                     | Masamune Makisaki                                | Shōnen         | 2016        | Concluído        | 7       | Planet Manga | Concluído          | 7       | Shueisha                |
| Bijojuku: Cursinho de sedução                  | Mayumi Yokoyama                                  | Shōjo          | 2010        | Concluído        | 2       | Planet Manga | Concluído          | 2       | Shogakukan              |
| Black Bird                                     | Kanoko Sakurakoji                                | Shōjo          | 2010        | Concluído        | 18      | Planet Manga | Concluído          | 18      | Shogakukan              |
| Black Butler                                   | Toboso Yana                                      | Shōnen         | 2012        | 29               | 28      | Planet Manga | Em Publicação      | 30      | Square Enix             |
| Black Clover                                   | Yuki Tabata                                      | Shōnen         | 2018        | Em publicação    | 15      | Planet Manga | Em publicação      | 27      |                         |
| Black Lagoon                                   | Rei Hiroe                                        | Seinen         | 2008        | Paralisado       | 9       | Planet Manga | Em Publicação      | 11      | Shogakukan              |
| Black Rock Shooter: Innocent Soul              | huke (Roteiro) Sanami Suzuki (Arte)              | Seinen         | 2016        | Concluído        | 3       | Planet Manga | Concluído          | 3       |                         |
| Black Rock Shooter: The Game                   | huke (Roteiro) TNSK (Arte)                       | Seinen         | 2016        | Concluído        | 2       | Planet Manga | Concluído          | 2       |                         |
| Blade - A Lâmina do Imortal                    | Hiroaki Samura                                   | Seinen         | 2004        | Cancelado        | 38      | Conrad       | Concluído          | 30      | Kodansha                |
| Blade - A Lâmina do Imortal (Relançamento BIG) | Hiroaki Samura                                   | Seinen         | 2015        | Concluído        | 15      | JBC          | Concluído          | 30      | Kodansha                |
| Blame!                                         | Tsutomu Nihei                                    | Seinen         | 2016        | Concluído        | 10      | JBC          | Concluído          | 10      |                         |
| Bleach                                         | Kubo Tite                                        | Shōnen         | 2007        | Concluído        | 74      | Planet Manga | Concluído          | 74      | Shueisha                |
| Bíblia em Mangá                                | Ajinbayo Akin Akinsiku                           | -              | 2008        | Concluído        | 2       | JBC          | Concluído          | 2       | Hodder Stoughton        |
| Blood Blockade Battlefront                     | Yasuhiro Nightow                                 | Shōnen         | 2016        | Concluído        | 10      | JBC          | Concluído          | 10      |                         |
| Blood Honey                                    | Sakyou Yosakura                                  | Shōjo / Yaoi   | 2011        | Concluído        | 1       | NewPop       | Concluído          | 1       | Gentosha                |
| Blood Lad                                      | Kodama Yuuki                                     | Seinen         | 2011        | Concluído        | 17      | Planet Manga | Concluído          | 17      | Kadokawa Shoten         |
| Blood+                                         | Asuka Katsura                                    | Shōnen         | 2008        | Concluído        | 5       | Planet Manga | Concluído          | 5       | Kadokawa Shoten         |
| Blood + Adágio                                 | Kumiko Suekane                                   | Shōnen         | 2009        | Concluído        | 2       | Planet Manga | Concluído          | 2       | Kadokawa Shoten         |
| Blood + Yakou Joushi                           | Hirotaka Kisaragi                                | Shōjo          | 2009        | Concluído        | 1       | Planet Manga | Concluído          | 1       | Kadokawa Shoten         |
| Blood - The Last Vampire                       | Benkyo Tamaoki                                   | Seinen         | 2007        | Concluído        | 1       | Planet Manga | Concluído          | 1       | Kadokawa Shoten         |
| Blood-C                                        | Kotone Ranmaru                                   | Shōnen         | 2013        | Concluído        | 4       | Planet Manga | Concluído          | 4       | Kadokawa Shoten         |
| Blood-C: Contos da 16 Noite                    | Haduki Ryo                                       | Shōnen         | 2013        | Concluído        | 2       | Planet Manga | Concluído          | 2       | Kadokawa Shoten         |
| Blue Dragon - Ral Ω Grad                       | Tsuneo Takano (Roteiro) Takeshi Obata (Arte)     | Shōnen         | 2010        | Concluído        | 4       | JBC          | Concluído          | 4       | Shueisha                |
| Blue Dragon - Secret Trick                     | Ami Shibata                                      | Shōnen         | 2010        | Concluído        | 1       | JBC          | Concluído          | 1       | Shueisha                |
| Blue Exorcist                                  | Kazue Kato                                       | Shōnen         | 2013        | Em Publicação    | 22      | JBC          | Em Publicação      | 26      | Shueisha                |
| Boa Noite Punpun                               | Inio Asano                                       | Seinen         | 2018        | Concluído        | 7       | JBC          | Concluído          | 13      |                         |
| Boruto                                         | Ukyō Kodachi (Roteiro) Mikio Ikemoto (Arte)      | Shōnen         | 2018        | Em publicação    | 12      | Planet Manga | Em publicação      | 13      |                         |
| Brave 10                                       | Kairi Shimotsuki                                 | Seinen / Ecchi | 2010        | Concluído        | 8       | Planet Manga | Concluído          | 8       | Media Factory           |
| B't X                                          | Masami Kurumada                                  | Shōnen         | 2005        | Concluído        | 16      | JBC          | Concluído          | 16      | Kadokawa Shoten         |
| Btooom!                                        | Junya Inoue                                      | Seinen         | 2014        | Concluído        | 26      | JBC          | Concluído          | 26      | Shinchosha              |
| Buddha                                         | Osamu Tezuka                                     | Shōnen         | 2005        | Concluído        | 14      | Conrad       | Concluído          | 8       | Kodansha                |
| Bullet Armors                                  | Moritya                                          | Shōnen         | 2015        | Concluído        | 6       | JBC          | Concluído          | 6       |                         |
| Bungo Stray Dogs                               | Kafka Asagiri (Roteiro) Sango Harukawa (Arte)    | Seinen         | 2018        | Em publicação    | 13      | Planet Manga | Em publicação      | 20      |                         |
| Burn-Up Excess & W                             | Oh! Great                                        | Shōnen / Ecchi | 2013        | Concluído        | 1       | JBC          | Concluído          | 1       | Tokuma Shoten           |
| Buso Renkin                                    | Nobuhiro Watsuki                                 | Shōnen         | 2010        | Concluído        | 10      | JBC          | Concluído          | 10      | Shueisha                |

## C
| Obra                                                               | Autor                                           | Gênero       | Ano Lançado | Status no Brasil | Volumes | Editora      | Status País Origem | Volumes | Editora         |
| ------------------------------------------------------------------ | ----------------------------------------------- | ------------ | ----------- | ---------------- | ------- | ------------ | ------------------ | ------- | --------------- |
| Caçando Dragões                                                    | Taku Kuwabara                                   | Seinen       | 2019        | Em publicação    | 8       | Planet Manga | Em publicação      | 9       |                 |
| Calling                                                            | Miu Otsuki                                      | Shōjo / Yaoi | 2015        | Concluído        | 1       | NewPop       | Concluído          | 1       |                 |
| Card Captor Sakura (Ed. Esp.)                                      | CLAMP                                           | Shōjo        | 2012        | Concluído        | 12      | JBC          | Concluído          | 12      | Kodansha        |
| Card Captor Sakura – Clear Card Arc                                | CLAMP                                           | Shōjo        | 2019        | Em publicação    | 6       | JBC          | Em publicação      | 9       |                 |
| Carnaval Glare                                                     | Kazuomi Minatogawa                              | Shōnen       | 2017        | Concluído        | 1       | Nova Sampa   | Concluído          | 1       | Mac Garden      |
| Category: Freaks                                                   | Sakurako Gokurakuin                             | Seinen       | 2012        | Anunciado        | -       | NewPop       | -                  | -       | Gentosha        |
| Cavaleiros do Zodíaco                                              | Masami Kurumada                                 | Shōnen       | 2012        | Concluído        | 28      | JBC          | Concluído          | 28      | Shueisha        |
| Cavaleiros do Zodíaco                                              | Masami Kurumada                                 | Shōnen       | 2000        | Concluído        | 48      | Conrad       | Concluído          | 28      | Shueisha        |
| Cavaleiros do Zodíaco (Relançamento)                               | Masami Kurumada                                 | Shōnen       | 2004        | Concluído        | 48      | Conrad       | Concluído          | 28      | Shueisha        |
| Cavaleiros do Zodíaco Episódio G                                   | Megumu Okada                                    | Shōnen       | 2004        | Concluído        | 20      | Conrad       | Concluído          | 20      | Akita Shoten    |
| Cavaleiros do Zodíaco - Anime Classics                             | Toei Animation                                  | Shōnen       | 2005        | Concluído        | 4       | Conrad       | Concluído          | 4       |                 |
| Cavaleiros do Zodíaco: The Lost Canvas - Gaiden                    | Shiri Teshirogi                                 | Shōnen       | 2012        | Concluído        | 16      | JBC          | Concluído          | 16      | Akita Shoten    |
| Cavaleiros do Zodíaco: Next Dimension                              | Masami Kurumada                                 | Shōnen       | 2011        | Em Publicação    | 12      | JBC          | Em Publicação      | 12      | Akita Shoten    |
| Cavaleiros do Zodíaco The Lost Canvas                              | Shiori Teshirogi                                | Shōnen       | 2007        | Concluído        | 25      | JBC          | Concluído          | 25      | Akita Shoten    |
| Cavaleiros do Zodíaco Saint Seiya The Lost Canvas                  | Shiori Teshirogi                                | Shōnen       | 2018        | Em publicação    | 17      | JBC          | Concluído          | 25      | Akita Shoten    |
| Cavaleiros do Zodíaco: Enciclopédia                                | Masami Kurumada                                 | Shōnen       | 2004        | Concluído        | 1       | Conrad       | Concluído          | 1       | Shueisha        |
| Cavaleiros do Zodíaco: Gigantomaquia                               | Tatsuya Hamasaki                                | Shōnen       | 2004        | Concluído        | 2       | Conrad       | Concluído          | 2       | Shueisha        |
| Cavaleiros do Zodíaco: Saintia Shô                                 | Chimaki Kuori                                   | Shōnen       | 2016        | Em publicação    | 13      | JBC          | Em publicação      | 13      |                 |
| Cavaleiros do Zodíaco (Kanzenban)                                  | Masami Kurumada                                 | Shōnen       | 2016        | Em Publicação    | 18      | JBC          | Concluído          | 22      | Shueisha        |
| Cavaleiros do Zodíaco Saint Seiya: The Lost Canvas - Illustrations | Shiori Teshirogi                                |              | 2016        | Concluído        | 1       | JBC          | Concluído          | 1       |                 |
| Che: Uma Biografia                                                 | Kim Yong-Hwe                                    | Biografia    | 2006        | Concluído        | 1       | Conrad       | Concluído          | 1       | Daiwon c.i      |
| Children of the Sea                                                | Daisuke Igarashi                                | Seinen       | 2018        | Concluído        | 5       | Planet Manga | Concluído          | 5       |                 |
| Chobits                                                            | CLAMP                                           | Shōjo        | 2003        | Concluído        | 16      | JBC          | Concluído          | 8       | Kodansha        |
| Chobits (Relançamento)                                             | CLAMP                                           | Shōjo        | 2015        | Concluído        | 8       | JBC          | Concluído          | 8       | Kodansha        |
| Chonchu                                                            | Kim Song-jae                                    | Seinen       | 2004        | Cancelado        | 15      | Conrad       | Cancelado          | 15      |                 |
| Chrno Crusade                                                      | Daisuke Moriyama                                | Shōnen       | -           | Concluído        | 8       | Planet Manga | Concluído          | 8       | Kadokawa Shoten |
| Cinderalla                                                         | Junko Mizuno                                    | -            | 2006        | Concluído        | 1       | Conrad       | Concluído          | 1       | Koushinsya      |
| Citrus                                                             | Saburouta                                       | Shōjo / Yuri | 2018        | Em publicação    | 7       | NewPop       | Concluído          | 10      |                 |
| Claymore                                                           | Norihiro Yagi                                   | Shōnen       | 2009        | Concluído        | 27      | Planet Manga | Concluído          | 27      | Shueisha        |
| Coin Laundry Lady                                                  | Hiro Kiyohara                                   | Seinen       | 2017        | Concluído        | 1       | JBC          | Concluído          | 1       |                 |
| Codename: Sailor V                                                 | Naoko Takeuchi                                  | Shōjo        | 2015        | Concluído        | 2       | JBC          | Concluído          | 2       |                 |
| Colégio Feminino Bijinzaka                                         | Mayumi Yokoyama                                 | Shōjo        | 2007        | Concluído        | 3       | Planet Manga | Concluído          | 3       | Shogakukan      |
| Contos de Amor Para Você                                           | Ayumi Shiina                                    | Shōjo        | 2010        | Concluído        | 2       | Planet Manga | Concluído          | 2       | Shueisha        |
| Conde Cain                                                         | Kaori Yuki                                      | Shōjo        | 2007        | Concluído        | 13      | Planet Manga | Concluído          | 13      | Hakusensha      |
| Cowboy Bebop                                                       | Yutaka Nanten                                   | Shōjo        | 2004        | Concluído        | 6       | JBC          | Concluído          | 3       | Kadokawa Shoten |
| Crying Freeman                                                     | Kazuo KoikeRyoichi Ikegami                      | Seinen       | 2006        | Concluído        | 10      | Planet Manga | Concluído          | 10      | Shogakukan      |
| Crying Freeman                                                     | Kazuo KoikeRyoichi Ikegami                      | Seinen       | 1990        | Concluído        | 4       | Nova Sampa   | Concluído          | 10      | Shogakukan      |
| Colégio Ouran Host Club                                            | Bisco Hatori                                    | Shōjo        | 2008        | Concluído        | 18      | Planet Manga | Concluído          | 18      | Hakusensha      |
| Code Geass: A Rebelião de Lelouch                                  | Majiko Ichirou Ohkouchi Goro Taniguchi          | Shōjo        | 2011        | Concluído        | 8       | JBC          | Concluído          | 8       | Kadokawa Shoten |
| Code Geass - O Contra-ataque de Suzaku                             | Ichirou Ohkouchi Goro Taniguchi                 | Shōjo        | 2011        | Concluído        | 2       | JBC          | Concluído          | 2       | Kadokawa Shoten |
| Code Geass - O Pesadelo de Nunnally                                | Tomomasa Takuma Ichirou Ohkouchi Goro Taniguchi | Shōjo        | 2011        | Concluído        | 4       | JBC          | Concluído          | 4       | Kadokawa Shoten |
| Contos de Passado e Futuro                                         | Kyo Hatsuki                                     | Seinen       | 2013        | Concluído        | 1       | Nova Sampa   | Concluído          | 1       |                 |
| Corpse Party: Another Child                                        | Makoto Kedouin (Roteiro) Shunsuke Ogata (Arte)  | Seinen       | 2017        | Concluído        | 3       | NewPop       | Concluído          | 3       |                 |
| Corpse Party: Musume                                               | Makoto Kedouin (Roteiro) Mika Orie (Arte)       | Seinen       | 2014        | Concluído        | 3       | NewPop       | Concluído          | 3       | Media Factory   |
| Cosplay Kanojo                                                     | Hiroshi Itaba                                   | Hentai       | 2014        | Concluído        | 1       | NewPop       | Concluído          | 1       | Takeshobo       |
| Cowa!                                                              | Akira Toriyama                                  | Shōnen       | 2007        | Concluído        | 1       | Conrad       | Concluído          | 1       | Shueisha        |
| Crime e Castigo                                                    | Osamu Tezuka                                    | Shōnen       | 2013        | Concluído        | 1       | NewPop       | Concluído          | 1       | Tokodo          |
| Crimes Perfeitos                                                   | Arata Miyatsuki (Roteiro) Yuuya Kanzaki (Arte)  | Seinen       | 2019        | Em publicação    | 10      | Planet Manga | Concluído          | 12      |                 |
| Croquis                                                            | Hinako Takanaga                                 | Shōjo / Yaoi | 2015        | Concluído        | 1       | NewPop       | Concluído          | 1       |                 |
| Cutie Honey                                                        | Go Nagai                                        | Shōnen       | 2020        | Concluído        | 1       | NewPop       | Concluído          | 2       |                 |

## D
| Obra                                                             | Autor                                         | Gênero         | Ano Lançado | Status no Brasil | Volumes | Editora        | Status País Origem | Volumes     | Editora           |
| ---------------------------------------------------------------- | --------------------------------------------- | -------------- | ----------- | ---------------- | ------- | -------------- | ------------------ | ----------- | ----------------- |
| D.Gray-man                                                       | Katsura Hoshino                               | Shōnen         | 2009        | Em Publicação    | 26      | Planet Manga   | Em Publicação      | 27          | Shueisha          |
| Dangu                                                            | Park Joong-Ki                                 | Seinen         | 2009        | Concluído        | 9       | Conrad         | Concluído          | 9           |                   |
| Dark Angel                                                       | Kia Asamiya                                   | Shōjo          | 2002        | Concluído        | 14      | Mythos         | Concluído          | 14          | Studio Tron       |
| Dark Metrô                                                       | Tokyo Calen Yoshiken                          | Seinen         | 2008        | Concluído        | 3       | NewPop         | Concluído          | 3           | Kodansha          |
| Darker Than Black                                                | Tensai Okamura                                | Shōnen         | 2011        | Concluído        | 2       | Planet Manga   | Concluído          | 2           | Kadokawa Shoten   |
| Dawn - Tsumetai-te                                               | Shinsyu Ueda                                  | Shōjo          | 2014        | Concluído        | 6       | Nova Sampa     | Concluído          | 6           | Ichijinsha        |
| Dead Zone                                                        | Fábio Sakuda                                  | -              | 2011        | Anunciado        | -       | NewPop         | -                  | -           | -                 |
| Deadman Wonderland                                               | Jinsei Kataoka (Roteiro) Kazuma Kondou (Arte) | Shōnen         | 2011        | Concluído        | 13      | Planet Manga   | Concluído          | 13          | Kadokawa Shoten   |
| Death Disco                                                      | Atsushi Kaneko                                | Seinen         | 2020        | Em publicação    | 3       | Darkside Books | Concluído          | 7           |                   |
| Death Note                                                       | Tsugumi Obah (Roteiro) Takeshi Obata (Arte)   | Shōnen         | 2007        | Concluído        | 12      | JBC            | Concluído          | 12          | Shueisha          |
| Death Note - Black Edition                                       | Tsugumi Obah (Roteiro) Takeshi Obata (Arte)   | Shōnen         | 2013        | Concluído        | 6       | JBC            | Concluído          | 6           | Shueisha          |
| Death Note - Another Note - O Caso dos Assassinos de Los Angeles | NisioisiN Tsugumi Obah Takeshi Obata          | Shōnen         | 2011        | Concluído        | 1       | JBC            | Concluído          | 1           | Shueisha          |
| Death Note - L Change the World                                  | Tsugumi Obah (Roteiro) Takeshi Obata (Arte)   | Shōnen         | 2011        | Concluído        | 1       | JBC            | Concluído          | 1           | Shueisha          |
| Death Note 13: How to Read - Databook                            | Tsugumi Obah (Roteiro) Takeshi Obata (Arte)   | -              | 2008        | Concluído        | 1       | JBC            | Concluído          | 1           | Shueisha          |
| Defense Devil                                                    | In-Wan Youn Kyung-Il Yang                     | Shōnen / Ecchi | 2014        | Concluído        | 10      | Planet Manga   | Concluído          | 10          | Shogakukan        |
| Déjà-Vu - A Great Love Story                                     | Youn In-Wan                                   | -              | 2007        | Concluído        | 1       | Planet Manga   | Concluído          | 1           | Daiwon C.I        |
| Delivery Service of Corpse                                       | Eiji Otsuka Housui Yamazaki                   | Shōnen         | 2008        | Cancelado        | 3       | Conrad         | Em publicação      | 27          | Kadokawa Shoten   |
| Demon Slayer                                                     | Koyoharu Gotouge                              | Shōnen         | 2020        | Em publicação    | 12      | Planet Manga   | Concluído          | 23          |                   |
| Densha Otoko (novel)                                             | Nakaru Hitori                                 | -              | 2013        | Concluído        | 1       | JBC            | Concluído          | 1           | Shinchosha        |
| Destino Cativo                                                   | Hino Matsuri                                  | Shōjo          | 2008        | Concluído        | 5       | Planet Manga   | Concluído          | 5           | Hakusensha        |
| Devilman                                                         | Go Nagai                                      | Shōnen         | 2019        | Concluído        | 2       | NewPop         | Concluído          | 2 (orig. 4) |                   |
| Dia Game                                                         | Kotora Byaku                                  | Shōjo / Yaoi   | 2018        | Concluído        | 1       | NewPop         | Concluído          | 1           |                   |
| Diário do Futuro (Mirai Nikki)                                   | Sakae Esuno                                   | Shōnen         | 2013        | Concluído        | 12      | JBC            | Concluído          | 12          | Kadokawa Shoten   |
| Diário do Futuro: Mosaic                                         | Sakae Esuno                                   | Shōnen         | 2014        | Concluído        | 1       | JBC            | Concluído          | 1           | Kadokawa Shoten   |
| Diário do Futuro: Paradox                                        | Sakae Esuno                                   | Shōnen         | 2014        | Concluído        | 1       | JBC            | Concluído          | 1           | Kadokawa Shoten   |
| Digimon                                                          | Akiyoshi Hongo Yu Yuen Wong                   | Shōnen         | 2001        | Cancelado        | 16      | Abril          | Concluído          | -           | Rightman          |
| DNA²                                                             | Masakazu Katsura                              | Shōnen         | 2009        | Concluído        | 5       | JBC            | Concluído          | 5           | Shueisha          |
| D.N.Angel                                                        | Yukiru Sugisaki                               | Shōjo          | 2010        | Hiato            | 15      | JBC            | Hiato              | 17          | Kadokawa Shoten   |
| Domo Mangá                                                       | Vários                                        | -              | 2010        | Concluído        | 1       | NewPop         | Concluído          | 1           | Tokyo Pop         |
| Don Drácula                                                      | Osamu Tezuka                                  | Shōnen         | 2015        | Concluído        | 3       | NewPop         | Concluído          | 3           | Akita Shoten      |
| Doors of Chaos                                                   | Ryouko Mitsuki                                | Shōjo          | 2008        | Concluído        | 3       | NewPop         | Concluído          | 3           | Softbank creative |
| Dororo                                                           | Osamu Tezuka                                  | Shōnen         | 2010        | Concluído        | 4       | NewPop         | Concluído          | 4           | Shogakukan        |
| Dorothea                                                         | Cuvie                                         | Shōnen         | 2011        | Concluído        | 6       | Planet Manga   | Concluído          | 6           | Kadokawa Shoten   |
| Doubt                                                            | Yoshiki Tonogai                               | Shōnen         | 2014        | Concluído        | 4       | JBC            | Concluído          | 4           | Square Enix       |
| Dr. Slump                                                        | Akira Toriyama                                | Shōnen         | 2002        | Cancelado        | 14      | Planet Manga   | Concluído          | 18          |                   |
| Dr. Slump                                                        | Akira Toriyama                                | Shōnen         | 2017        | Concluído        | 18      | Planet Manga   | Concluído          | 18          | Shueisha          |
| Dr. STONE                                                        | Riichiro Inagaki (Roteiro) Boichi (Arte)      | Shōnen         | 2018        | Em publicação    | 14      | Planet Manga   | Em publicação      | 19          |                   |
| Dragon Ball                                                      | Akira Toriyama                                | Shōnen         | 2012        | Concluído        | 42      | Planet Manga   | Concluído          | 42          | Shueisha          |
| Dragon Ball (edição definitiva)                                  | Akira Toriyama                                | Shōnen         | 2005        | Cancelado        | 16      | Conrad         | Concluído          | 34          | Shueisha          |
| Dragon Ball -Edição Definitiva-                                  | Akira Toriyama                                | Shōnen         | 2019        | Em publicação    | 12      | Planet Manga   | Concluído          | 34          |                   |
| Dragon Ball Super                                                | Akira Toriyama (Roteiro) Toyotarō (Arte)      | Shōnen         | 2018        | Em publicação    | 13      | Planet Manga   | Em publicação      | 14          |                   |
| Dragon Ball Z                                                    | Akira Toriyama                                | Shōnen         | 2001        | Concluído        | 51      | Conrad         | Concluído          | 33          | Shueisha          |
| Dragon Ball Z - Enciclopédia                                     | Akira Toriyama                                | -              | 2005        | Concluído        | 1       | Conrad         | Concluído          | 1           | Shueisha          |
| Dragon's Dogma: Progress                                         | Hirotoshi Hirano                              | Seinen         | 2017        | Concluído        | 2       | JBC            | Concluído          | 2           |                   |
| Drifters                                                         | Kohta Hirano                                  | Seinen         | 2014        | Hiato            | 3       | Nova Sampa     | Em Publicação      | 6           | Shonen Gahosha    |
| Drug-On                                                          | Misaki Saitou                                 | Seinen         | 2015        | Concluído        | 5       | NewPop         | Concluído          | 5           | Gentosha          |

## E
| Obra                          | Autor                                                      | Gênero         | Ano Lançado | Status no Brasil | Volumes | Editora      | Status no Japão | Volumes | Editora         |
| ----------------------------- | ---------------------------------------------------------- | -------------- | ----------- | ---------------- | ------- | ------------ | --------------- | ------- | --------------- |
| Éden: it's an endless world   | Hiroki Endou                                               | Seinen         | 2015        | Concluído        | 9       | JBC          | Concluído       | 18      | Kodansha        |
| Éden: É um mundo infinito     | Hiroki Endou                                               | Seinen         | 2003        | Cancelado        | 23      | Planet Manga | Concluído       | 18      | Kodansha        |
| Edens Zero                    | Hiro Mashima                                               | Shōnen         | 2018        | Em publicação    | 5       | JBC          | Em publicação   | 12      |                 |
| Eensy Weensy Monster          | Masami Tsuda                                               | Shōjo          | 2009        | Concluído        | 2       | Planet Manga | Concluído       | 2       | Hakusensha      |
| El Alamein e Outras Batalhas  | Yukinobo Hoshino                                           | Seinen         | 2009        | Concluído        | 1       | NewPop       | Concluído       | 1       | Gentosha        |
| Ela e o seu gato              | Makoto Shinkai (Roteiro) Tsubasa Yamaguchi (Arte)          | Seinen         | 2019        | Concluído        | 1       | NewPop       | Concluído       | 1       |                 |
| El-Hazard                     | Hidetomo Tsubura                                           | Shōnen         | 2006        | Concluído        | 6       | JBC          | Concluído       | 3       | Tokuma Shoten   |
| Elfen Lied                    | Lynn Okamoto                                               | Seinen / Ecchi | 2010        | Concluído        | 12      | Planet Manga | Concluído       | 12      | Shueisha        |
| Em Busca do Tempo Perdido     | Kasuke Maruo Variety Art Works Marcel Proust               | -              | 2015        | Concluído        | 1       | L&PM         | Concluído       | 1       | Eastpress       |
| Enigma                        | Kenji Sakaki                                               | Shōnen         | 2015        | Concluído        | 7       | JBC          | Concluído       | 7       | Shueisha        |
| Erased                        | Kei Sanbe                                                  | Seinen         | 2018        | Concluído        | 9       | JBC          | Concluído       | 9       |                 |
| Ero-Guro - O Erótico-Grotesco | Suehiro Maruo                                              | Seinen         | 2005        | Concluído        | 1       | Conrad       | Concluído       | 1       | Seirindo        |
| Eureka Seven                  | BONES (Roteiro) Jinsei Kataoka (Arte) Kazuma Kondou (Arte) | Shōnen         | 2010        | Concluído        | 6       | Planet Manga | Concluído       | 6       | Kadokawa shoten |

## F
| Obra                                 | Autor                                    | Gênero         | Ano Lançado | Status no Brasil | Volumes | Editora        | Status no Japão | Volumes      | Editora                 |
| Fairy Tail                           | Hiro Mashima                             | Shōnen         | 2010        | Concluído        | 63      | JBC            | Concluído       | 63           | Kodansha                |
| Fairy Tail Zero                      | Hiro Mashima                             | Shōnen         | 2017        | Concluído        | 1       | JBC            | Concluído       | 1            |                         |
| Fairy Tail: Ice Trail                | Yuusuke Shirato                          | Shōnen         | 2019        | Concluído        | 2       | JBC            | Concluído       | 2            |                         |
| Fairy Tail – Blue Mistral            | Rui Watanabe                             | Shōnen         | 2019        | Concluído        | 4       | JBC            | Concluído       | 4            |                         |
| Fallen Moon                          | Toui Hasumi                              | Josei          | 2016        | Concluído        | 1       | Newpop         | Concluído       | 1            |                         |
| Fate/Stay Night                      | Datto Nishiwaki                          | Shōnen         | 2015        | Concluído        | 20      | Planet Manga   | Concluído       | 20           |                         |
| Feridas                              | Hiro Kiyohara                            | Seinen         |             | Concluído        | 1       | Planet Manga   | Concluído       | 1            |                         |
| Figure Maker                         | Okada Matsuoka                           | Shōnen         | 2013        | Concluído        | 1       | Newpop         | Concluído       | 1            | Gentosha                |
| Fire Force                           | Atsushi Okubo                            | Shōnen         | 2018        | Em publicação    | 15      | Planet Manga   | Em publicação   | 26           |                         |
| Fire Punch                           | Tatsuki Fujimoto                         | Shōnen         | 2019        | Concluído        | 8       | JBC            | Concluído       | 8            |                         |
| Food Wars                            | Yūto Tsukuda (Roteiro) Shun Saeki (Arte) | Shōnen         | 2019        | Em publicação    | 21      | Planet Manga   | Concluído       | 36           |                         |
| Fragmentos do Horror                 | Junji Ito                                | Shōjo          | 2017        | Concluído        | 1       | Darkside Books | Concluído       | 1            |                         |
| Freezing                             | Dall-Young Lim Keang-Hyun Kim            | Seinen / Ecchi | 2012        | Em Publicação    | 31      | JBC            | Em Publicação   | 33           | Kill Time Communication |
| Fruits Basket                        | Natsuki Takaya                           | Shōjo          | 2005        | Concluído        | 23      | JBC            | Concluído       | 23           | Hakusensha              |
| Fruits Basket                        | Natsuki Takaya                           | Shōjo          | 2019        | Em publicação    | 5       | JBC            | Concluído       | 12 (Aizoban) |                         |
| Fullmetal Alchemist                  | Hiromu Arakawa                           | Shōnen         | 2007        | Concluído        | 54      | JBC            | Concluído       | 27           | Square Enix             |
| Fullmetal Alchemist                  | Hiromu Arakawa                           | Shōnen         | 2016        | Concluído        | 27      | JBC            | Concluído       | 27           |                         |
| Fullmetal Alchemist - Guia Completo  | Hiromu Arakawa                           | Shōnen         | 2012        | Concluído        | 3       | JBC            | Concluído       | 3            | Square Enix             |
| Full Metal Panic!                    | Shouji Gatou                             | Shōnen         |             | Concluído        | 9       | Planet Manga   | Concluído       | 9            | Kadokawa Shoten         |
| Full Metal Panic! Sigma              | Shouji Gatou Hiroshi Ueda                | Shōnen         |             | Cancelado        | 9       | Planet Manga   | Concluído       | 19           | Kadokawa Shoten         |
| Full Moon - Contos da Lua Cheia      | Sanami Matoh                             | Shōjo          | 2014        | Concluído        | 2       | Planet Manga   | Concluído       | -            | Biblos                  |
| Full Moon o Sagashite                | Arina Tanemura                           | Shōjo          | 2009        | Concluído        | 7       | JBC            | Concluído       | 7            | Shueisha                |
| Full Moon - Sussuros Sob a Lua Cheia | Sanami Matoh                             | Shōjo          | 2014        | Concluído        | 2       | Planet Manga   | Concluído       | -            | Biblos                  |
| Furi Fura: Amores e Desenganos       | Io Sakisaka                              | Shōjo          | 2019        | Em publicação    | 11      | Planet Manga   | Concluído       | 12           |                         |
| Fushigi Yûgi                         | Yuu Watase                               | Shōjo          | 2002        | Concluído        | 36      | Conrad         | Concluído       | 18           | Shogakukan              |
| Futari H                             | Katsuaki Nakamura                        | Ecchi          | 2009        | Cancelado        | 42      | JBC            | Concluído       | 79           | Hakusensha              |

## G
| Obra                           | Autor                                                             | Gênero         | Ano Lançado | Status no Brasil | Volumes | Editora          | Status no Japão | Volumes | Editora         |
| ------------------------------ | ----------------------------------------------------------------- | -------------- | ----------- | ---------------- | ------- | ---------------- | --------------- | ------- | --------------- |
| Galism                         | Mayumi Yokoyama                                                   | Shōjo          | 2008        | Concluído        | 6       | Planet Manga     | Concluído       | 6       |                 |
| Game - Jogo Proibido           | Mai Nishikata                                                     | Josei          | 2019        | Em publicação    | 4       | Planet Manga     | Em publicação   | 4       |                 |
| Gangsta.                       | Kosuke                                                            | Seinen         | 2015        | Concluído        | 6       | JBC              | Concluído       | 6       |                 |
| Gantz                          | Hiroya Oku                                                        | Seinen         | 2008        | Concluído        | 37      | Planet Manga     | Concluído       | 37      | Shueisha        |
| Gate 7                         | CLAMP                                                             | Shonen         | 2013        | Em hiato         | 4       | Newpop           | Em hiato        | 4       | Shueisha        |
| Ga-rei                         | Hajime Segawa                                                     | Shonen         | 2011        | Concluído        | 12      | JBC              | Concluído       | 12      | Kadokawa shoten |
| Gen Pés Descalços              | Keiji Nakazawa                                                    | Seinen         | 2011        | Concluído        | 10      | Conrad           | Concluído       | 10      | Shueisha        |
| Genshiken                      | Kyo Shimoku                                                       | Seinen         | 2013        | Concluído        | 9       | JBC              | Concluído       | 9       | Kodansha        |
| Gigant                         | Hiroya Oku                                                        | Seinen         | 2019        | Em publicação    | 5       | Planet Manga     | Em publicação   | 7       |                 |
| Gigantomachia                  | Kentaro Miura                                                     | Seinen         | 2015        | Concluído        | 1       | Planet Manga     | Concluído       | 1       |                 |
| Girls & Panzer                 | Girls & Panzer Seisaku linkai (Roteiro) Ryouichi Saitaniya (Arte) | Seinen         | 2018        | Concluído        | 4       | Newpop           | Concluído       | 4       |                 |
| Given                          | Natsuki Kizu                                                      | Shōjo / Yaoi   | 2020        | Em publicação    | 4       | Newpop           | Em publicação   | 6       |                 |
| Goblin Slayer                  | Kōsuke Kurose                                                     | Seinen         | 2020        | Em publicação    | 1       | Planet Manga     | Em publicação   | 10      |                 |
| God Save The Queen             | Hiroshi Mori Yuka Suzuki                                          | Seinen         | 2010        | Concluído        | 1       | Newpop           | Concluído       | 1       | Gentosha        |
| Godeath                        | Yuji Shiozaki                                                     | Seinen         | 2017        | Concluído        | 1       | Nova Sampa       | Concluído       | 1       |                 |
| Golden Kamuy                   | Satoru Noda                                                       | Seinen         | 2019        | Em publicação    | 11      | Planet Manga     | Em publicação   | 24      |                 |
| Golgo 13                       | Takao Saito                                                       | Seinen         | 2010        | Concluído        | 3       | JBC              | Em Publicação   | ++      | Shogakukan      |
| Gon                            | Masashi Tanaka                                                    | Seinen         | 2003        | Cancelado        | 3       | Conrad           | Concluído       | 7       |                 |
| Gourmet                        | Masayuki Kusumi (Roteiro) Jiro Taniguchi (Arte)                   | Seinen         | 2009        | Concluído        | 1       | Conrad           | Concluído       | 1       |                 |
| Granblue Fantasy               | Makoto Fugetsu                                                    | Shonen         |             | Concluído        | 7       | Planet Manga     | Concluído       | 7       |                 |
| Gravitation                    | Maki Murakami                                                     | Shōjo / Yaoi   | 2007        | Concluído        | 12      | JBC              | Concluído       | 12      | Sony Magazines  |
| Gravitation Red - light novel  | Maki Murakami Renon Jun                                           | -              | 2010        | Concluído        | 1       | Newpop           | Concluído       | 1       | Gentosha        |
| Gravitation Blue - light novel | Maki Murakami Renon Jun                                           | -              | 2010        | Concluído        | 1       | Newpop           | Concluído       | 1       | Gentosha        |
| Green Blood                    | Masasumi Kakizaki                                                 | Seinen         | 2014        | Concluído        | 5       | JBC              | Concluído       | 5       | Kodansha        |
| Grimms Mangá                   | Kei Ishiyama                                                      | -              | 2008        | Concluído        | 1       | Newpop           | Concluído       | 1       | Tokyo Pop       |
| Grimms Mangá - Novas Histórias | Kei Ishiyama                                                      |                | 2009        | Concluído        | 1       | Newpop           | Concluído       | 1       |                 |
| GTO: Great Teacher Onizuka     | Tōru Fujisawa                                                     | Shōnen / Ecchi | 2017        | Em Publicação    | 14      | Newpop           | Concluído       | 25      | Kodansha        |
| Guardiões do Louvre            | Jiro Taniguchi                                                    | Seinen         | 2018        | Concluído        | 1       | Pipoca & Nanquim | Concluído       | 1       |                 |
| Guerreiras Mágicas de Rayearth | CLAMP                                                             | Shōjo          | 2001        | Concluído        | 12      | JBC              | Concluído       | 6       | Kodansha        |
| Guerreiras Mágicas de Rayearth | CLAMP                                                             | Shōjo          | 2013        | Concluído        | 6       | JBC              | Concluído       | 6       | Kodansha        |
| Guia Mangá Concreto            | Tetsuya Ishida Ivan Luis Lopes                                    | Educativo      |             | Concluído        | 1       | Novatec          | Concluído       | 1       |                 |
| Guin Saga                      | Kaoru Kurimoto (Roteiro) Hajime Sawada (Arte)                     | Seinen         | 2010        | Cancelado        | 5       | Planet Manga     | Concluído       | 6       |                 |
| Gunnm - Hyper Future Version   | Yukito Kishiro                                                    | Seinen         | 2003        | Concluído        | 18      | JBC              | Concluído       | 18      | Shueisha        |
| Gundam Wing                    | Koichi Tokita                                                     | Shonen         |             |                  | 3       | Planet Manga     |                 | 3       | Kodansha        |

## H
| Obra                             | Autor                                      | Gênero | Ano Lançado | Status no Brasil | Volumes | Editora      | Status no Japão | Volumes              | Editora         |
| -------------------------------- | ------------------------------------------ | ------ | ----------- | ---------------- | ------- | ------------ | --------------- | -------------------- | --------------- |
| Hakoiri                          | Cuvie                                      | Shonen | 2013        | Concluído        | 1       | Nova Sampa   | Concluído       | 1                    |                 |
| Hal                              | Ayase Umi                                  | Shōjo  | 2017        | Concluído        | 1       | Planet Manga | Concluído       | 1                    |                 |
| Hansel & Gretel                  | Douglas MCT (Roteiro) Rafi de Sousa (Arte) | Shonen | 2016        | Em publicação    | 1       | Newpop       | Em publicação   | 1                    |                 |
| Happiness                        | Shūzō Oshimi                               | Shonen | 2018        | Concluído        | 10      | Newpop       | Concluído       | 10                   |                 |
| Helena                           | Studio Seasons                             | Shōjo  | 2014        | Concluído        | 1       | Newpop       |                 |                      |                 |
| Hellsing                         | Kohta Hirano                               | Seinen | 2008        | Concluído        | 20      | JBC          | Concluído       | 10                   | Shonen Gahosha  |
| Hellsing                         | Kohta Hirano                               | Seinen | 2015        | Concluído        | 10      | JBC          | Concluído       | 10                   | Shonen Gahosha  |
| Helter Skelter                   | Kyoko Okazaki                              | Josei  | 2016        | Concluído        | 1       | Newpop       | Concluído       | 1                    |                 |
| Hero Tales                       | Huang Jin Zhou Himoru Arakawa              | Shonen | 2012        | Concluído        | 5       | JBC          | Concluído       | 5                    | Square Enix     |
| Hetalia Axis Power               | Hidekaz Himaruya                           | Seinen | 2010        | Concluído        | 6       | Newpop       | Concluído       | 6                    | Gentosha        |
| Hideout                          | Masasumi Kakizaki                          | Seinen | 2014        | Concluído        | 1       | Planet Manga | Concluído       | 1                    | -               |
| High School DxD                  | Ichiei Ishibumi Miyama-Zero                | Shonen | 2014        | Concluído        | 11      | Planet Manga | Concluído       | 11                   | Fujimi Shobo    |
| High School of the Dead          | Satou Daisuke Satou Shouji                 | Shonen | 2010        | Concluído        | 7       | Planet Manga | Concluído       | 7                    | Kadokawa Shoten |
| Highschool of the Head           | Daisuke Sato (Roteiro) Sankaku Head (Arte) | Shonen | 2015        | Concluído        | 1       | Planet Manga | Concluído       | 1                    |                 |
| Hikaru no Go                     | Yumi Hotta Takeshi Obata                   | Shonen | 2010        | Concluído        | 23      | JBC          | Concluído       | 23                   | Shueisha        |
| Hiroshima - a Cidade da Calmaria | Fumiyo Kouno                               | Seinen | 2010        | Concluído        | 1       | JBC          | Concluído       | 1                    | Futabasha       |
| Hitman - Matador por Acaso       | Hiroshi Mutou                              | Seinen | 2012        | Cancelado        | 6       | Nova Sampa   | Concluído       | 31                   |                 |
| Hokuto no Ken                    | Buronson (Roteiro) Testsuo Hara (Arte)     | Shonen | 2019        | Em publicação    | 8       | JBC          | Concluído       | 18 (Extreme Edition) |                 |
| Hollow Fields                    | Madeleine Rosca                            | Shonen | 2010        | Concluído        | 3       | Newpop       | Concluído       | 3                    | Seven Seas      |
| Homunculus                       | YAMAMOTO Hideo                             | Seinen | 2003        | Concluído        | 15      | Planet Manga | Concluído       | 15                   | Shogakukan      |
| Honey & Clover                   | Chica Umino                                | Josei  | 2000        | Concluído        | 10      | Planet Manga | Concluído       | 10                   | Shueisha        |
| Hunter x Hunter                  | Yoshihiro Togashi                          | Shonen | 2008        | Em Publicação    | 36      | JBC          | Em Publicação   | 36                   | Shueisha        |

## I
| Obra                                         | Autor                        | Gênero | Ano Lançado | Status no Brasil | Volumes | Editora      | Status País Origem | Volumes | Editora         |
| -------------------------------------------- | ---------------------------- | ------ | ----------- | ---------------- | ------- | ------------ | ------------------ | ------- | --------------- |
| I am a Hero                                  | Kengo Hanazawa               | Seinen | 2018        | Em publicação    | 18      | Planet Manga | Concluído          | 22      |                 |
| I Sold My Life for Ten Thousand Yen Per Year | Sugaru Miaki Shōichi Taguchi | Shōnen | 2020        | Concluído        | 3       | JBC          | Concluído          | 3       |                 |
| Impulse                                      | Tomoyuki Enoki               | Shōnen | 2015        | Concluído        | 1       | Newpop       | Concluído          | 1       |                 |
| Innocent                                     | Shinichi Sakamoto            | Seinen | 2018        | Concluído        | 9       | Planet Manga | Concluído          | 9       |                 |
| Inspector Akane Tsunemori                    | Hikaru Miyoshi               | Shōnen | 2018        | Concluído        | 6       | Planet Manga | Concluído          | 6       |                 |
| Inuyashiki                                   | Hiroya Oku                   | Seinen | 2017        | Concluído        | 10      | Planet Manga | Concluído          | 10      |                 |
| Inu-Neko                                     | Kyo Hatsuki                  | Seinen | 2007        | Concluído        | 3       | JBC          | Concluído          | 1       | Kadokawa shoten |
| Inu-Yasha                                    | Rumiko Takahashi             | Shōnen | 2002        | Concluído        | 112     | JBC          | Concluído          | 56      | Shogakukan      |

## J
| Obra                                         | Autor                         | Gênero       | Ano Lançado | Status no Brasil | Volumes | Editora      | Status País Origem | Volumes | Editora   |
| -------------------------------------------- | ----------------------------- | ------------ | ----------- | ---------------- | ------- | ------------ | ------------------ | ------- | --------- |
| Jaco: O Patrulheiro Galáctico                | Akira Toriyama                | Shōnen       | 2017        | Concluído        | 1       | Planet Manga | Concluído          | 1       |           |
| Jagaaan                                      | Muneyuki Kaneshiro            | Seinen       | 2019        | Em publicação    | 9       | Planet Manga | Em publicação      | 11      |           |
| Jogo do Rei                                  | Nobuaki Kanazawa Hitori Renda | Seinen       | 2013        | Concluído        | 5       | JBC          | Concluído          | 5       | Futabasha |
| JoJo's Bizarre Adventure: Phantom Blood      | Hirohiko Araki                | Seinen       | 2018        | Concluído        | 3       | Planet Manga | Concluído          | 3       |           |
| JoJo's Bizarre Adventure: Battle Tendency    | Hirohiko Araki                | Seinen       | 2019        | Concluído        | 4       | Planet Manga | Concluído          | 4       |           |
| JoJo's Bizarre Adventure: Stardust Crusaders | Hirohiko Araki                | Seinen       | 2019        | Em publicação    | 9       | Planet Manga | Concluído          | 10      |           |
| Jornada ao Oeste                             | Wu Cheng'en                   |              | 2008        | Cancelado        | 2       | Conrad       | Concluído          | 3       |           |
| Joy                                          | Etsuko                        | Josei / Yaoi | 2019        | Concluído        | 1       | Newpop       | Concluído          | 1       |           |
| Jujutsu Kaisen                               | Gege Akutami                  | Shōnen       | 2020        | Em publicação    | 3       | Planet Manga | Em publicação      | 14      |           |

## K
| Obra                                                    | Autor                                          | Gênero       | Ano Lançado | Status no Brasil | Volumes | Editora      | Status País Origem | Volumes | Editora         |
| ------------------------------------------------------- | ---------------------------------------------- | ------------ | ----------- | ---------------- | ------- | ------------ | ------------------ | ------- | --------------- |
| Kajika                                                  | Akira Toriyama                                 | Shōnen       | 2007        | Concluído        | 1       | Conrad       | Concluído          | 1       |                 |
| Kakyou e seu diário de conquista da terra - light novel | CLAMP                                          | -            | 2013        | Concluído        | 1       | Newpop       | Concluído          | 1       | Kodansha        |
| Kamisama Onegai!                                        | Junta Mio                                      | Shōjo / Yaoi | 2015        | Concluído        | 1       | Newpop       | Concluído          | 1       |                 |
| Kanpai!                                                 | Maki Murakami                                  | Seinen       | 2009        | Concluído        | 2       | Newpop       | Concluído          | 2       | Gentosha        |
| Kare First Love                                         | Kaho Miyasaka                                  | Shōjo        | 2008        | Concluído        | 10      | Planet Manga | Concluído          | 10      | Shogakukan      |
| Kare Kano: as razões dele, os motivos dela              | Masami Tsuda                                   | Shōjo        | 2006        | Concluído        | 21      | Planet Manga | Concluído          | 21      | Hakusensha      |
| Karin                                                   | Yuna Kagesaki                                  | Shōnen       | 2011        | Concluído        | 14      | Planet Manga | Concluído          | 14      | Kadokawa Shoten |
| Katsura Akira                                           | Akira Toriyama e Masakazu Katsura              | Shōnen       | 2017        | Concluído        | 1       | Planet Manga | Concluído          | 1       |                 |
| Kekkaishi                                               | Yellow Tanabe                                  | Shōnen       | 2004        | Cancelado        | 18      | Planet Manga | Concluído          | 35      | Shogakukan      |
| Kill la Kill                                            | Kazuki Nakashima (Roteiro) Ryou Akizuki (Arte) | Seinen       | 2015        | Concluído        | 3       | JBC          | Concluído          | 3       |                 |
| Kimba                                                   | Osamu Tezuka                                   | Shōnen       | 2013        | Concluído        | 3       | Newpop       | Concluído          | 3       | Gakudosha       |
| Kimi ni Todoke                                          | Karuho Shiina                                  | Shōjo        | 2011        | Concluído        | 30      | Planet Manga | Concluído          | 30      | Shueisha        |
| Kingdom Hearts                                          | Shiro Amano                                    | Shōnen       | 2020        | Concluído        | 2       | Planet Manga | Concluído          | 2       |                 |
| Kingdom Hearts – Chain of Memories                      | Shiro Amano                                    | Shōnen       | 2020        | Concluído        | 1       | Planet Manga | Concluído          | 1       |                 |
| Kingdom Hearts – 358/2 Days                             | Shiro Amano                                    | Shōnen       | 2020        | Em publicação    | 2       | Planet Manga | Concluído          | 3       |                 |
| Knights of Sidonia                                      | Tsutomu Nihei                                  | Seinen       | 2016        | Concluído        | 15      | JBC          | Concluído          | 15      |                 |
| K-on!                                                   | Kakifly                                        | Seinen       | 2011        | Concluído        | 4       | Newpop       | Concluído          | 4       | Houbunsha       |
| K-on! Faculdade                                         | Kakifly                                        | Seinen       | 2013        | Concluído        | 1       | Newpop       | Concluído          | 1       | Houbunsha       |
| K-on! Colégio                                           | Kakifly                                        | Seinen       | 2014        | Concluído        | 1       | Newpop       | Concluído          | 1       | Houbunsha       |
| Kurosagi Corpse Delivery Service                        | Eiji Ōtsuka                                    | Shōnen       |             | Concluído        |         | Conrad       |                    |         |                 |
| Kobato                                                  | CLAMP                                          | Seinen       | 2011        | Concluído        | 6       | JBC          | Concluído          | 6       | Kadokawa shoten |
| Kuroko no Basket                                        | Tadatoshi Fujimaki                             | Shōnen       | 2014        | Concluído        | 30      | Planet Manga | Concluído          | 30      |                 |
| Koroshiya-san                                           | Masahide Ichijo (Roteiro) Haruki (Arte)        | Seinen       | 2017        | Em publicação    | 1       | Nova Sampa   | Em publicação      | 4       |                 |

## L
| Obra                              | Autor                                       | Gênero         | Ano Lançado | Status no Brasil | Volumes | Editora      | Status País Origem | Volumes | Editora         |
| --------------------------------- | ------------------------------------------- | -------------- | ----------- | ---------------- | ------- | ------------ | ------------------ | ------- | --------------- |
| Last Notes                        | Sakurakoji Kanoko                           | Shōjo          | 2017        | Concluído        | 3       | Planet Manga | Concluído          | 3       |                 |
| Level E                           | Yoshihiro Togashi                           | Shōnen         | 2013        | Concluído        | 3       | JBC          | Concluído          | 3       | Shueisha        |
| Limit                             | Keiko Suenobu                               | Shōjo          | 2015        | Concluído        | 6       | JBC          | Concluído          | 6       |                 |
| Little Knight                     | Nimoda Ai                                   | Shōjo / Yaoi   | 2019        | Concluído        | 1       | Newpop       | Concluído          | 1       |                 |
| Little Witch Academia             | Yoh Yoshinari (Roteiro) Keisuke Sato (Arte) | Seinen         | 2018        | Concluído        | 3       | JBC          | Concluído          | 3       |                 |
| Lobo Solitário                    | Kazuo Koike (Roteiro) Goseki Kojima (Arte)  | Seinen         | 2005        | Concluído        | 28      | Planet Manga | Concluído          | 28      |                 |
| Lobo Solitário                    | Kazuo Koike (Roteiro) Goseki Kojima (Arte)  | Seinen         | 2016        | Concluído        | 20      | Planet Manga | Concluído          | 28      |                 |
| Lodoss War: A Bruxa Cinzenta      | Ryo Mizuno Yoshihiko Ochi                   | Shōnen         | 2007        | Concluído        | 3       | Planet Manga | Concluído          | 3       | Kadokawa Shoten |
| Lodoss War: A Dama Pharis         | Ryo Mizuno Akihiro Yamada                   | Shōnen         | 2008        | Concluído        | 2       | Planet Manga | Concluído          | 2       | Kadokawa Shoten |
| Lodoss War: A História de Deedlit | Ryo Mizuno Setsuko Yoneyama                 | Shōnen         | 2007        | Concluído        | 6       | Planet Manga | Concluído          | 6       | Kadokawa Shoten |
| Lodoss War: A Lenda do Cavaleiro  | Ryo Mizuno Masato Natsumoto                 | Shōnen         | 2006        | Concluído        | 2       | Planet Manga | Concluído          | 2       | Kadokawa Shoten |
| Log Horizon                       | Mamare Touno (Roteiro) Kazuhiro Hara (Arte) | Shōnen         | 2016        | Concluído        | 1       | Newpop       | Concluído          | 1       |                 |
| Love Hina                         | Ken Akamatsu                                | Shōnen / Ecchi | 2002        | Concluído        | 28      | JBC          | Concluído          | 14      | Kodansha        |
| Love Hina (2º edição)             | Ken Akamatsu                                | Shōnen / Ecchi | 2013        | Concluído        | 14      | JBC          | Concluído          | 14      | Kodansha        |
| Love Hina - Infinity              | Ken Akamatsu                                | Shōnen / Ecchi | 2007        | Concluído        | 1       | JBC          | Concluído          | 1       | Kodansha        |
| Love In The Hell                  | Reiji Suzumaru                              | Seinen         | 2015        | Concluído        | 3       | JBC          | Concluído          | 3       | Futabasha       |
| Love Junkies                      | Kyo Hatsuki                                 | Seinen / Ecchi | 2003        | Concluído        | 52      | JBC          | Concluído          | 26      | Akita Shoten    |
| Loveless                          | Yun Kouga                                   | Josei          | 2014        | Hiato            | 7       | Newpop       | Em Publicação      | 13      | Ichijinsha      |
| Lovely Complex                    | Aya Nakahara                                | Shōjo          | 2016        | Concluído        | 17      | Planet Manga | Concluído          | 17      |                 |
| Lúcifer e o Martelo               | Satoshi Mizukami                            | Seinen         | 2014        | Concluído        | 10      | JBC          | Concluído          | 10      | Shonen Gahosha  |

## M
| Obra                                    | Autor                                            | Gênero         | Ano Lançado | Status no Brasil | Volumes        | Editora      | Status País Origem | Volumes | Editora         |
| --------------------------------------- | ------------------------------------------------ | -------------- | ----------- | ---------------- | -------------- | ------------ | ------------------ | ------- | --------------- |
| Mad Love Chase                          | Takashima Kazusa                                 | Shōjo          | 2012        | Concluído        | 5              | Planet Manga | Concluído          | 5       | Kadokawa Shoten |
| Made in Abyss                           | Akihito Tsukushi                                 | Seinen         | 2018        | Em publicação    | 8              | Newpop       | Em publicação      | 9       |                 |
| Made in Heaven                          | Yukari Yashiki Sakurai Ami                       | Josei          | 2012        | Concluído        | 2              | Newpop       | Concluído          | 2       | Gentosha        |
| Magi - O labirinto da magia             | Shinobu Ohtaca                                   | Shōnen         | 2014        | Concluído        | 37             | JBC          | Concluído          | 37      | Shogakukan      |
| Mai, a Garota Sensitiva                 | Kazuya Kudo Ryoichi Ikegami                      | Shōnen         | 1992        | Concluído        | 8              | Abril        | Concluído          | 6       | Shogakukan      |
| Maid-sama!                              | Hiro Fujiwara                                    | Shōjo          | 2011        | Concluído        | 18             | Planet Manga | Concluído          | 18      | Hakusensha      |
| Manga Of The Dead                       | Katsuya Terada Rei Hiroe Hiroaki Samura          | Seinen         | 2013        | Concluído        | 1              | JBC          | Concluído          | 1       | Takeshobo       |
| Mangaká: Lições de Akira Toriyama       | Akira Toriyama                                   |                | 2002        | Concluído        | 1              | Conrad       | Concluído          | 1       |                 |
| Mär                                     | Noboyuki Anzai                                   | Shōnen         | 2010        | Concluído        | 15             | JBC          | Concluído          | 15      | Shogakukan      |
| Marcha Para a Morte                     | Shigeru Mizuki                                   | Seinen         | 2019        | Concluído        | 1              | Devir        | Concluído          | 1       |                 |
| Marmalade Boy                           | Wataru Yoshizumi                                 | Shōjo          | -           | Concluído        | 8              | Planet Manga | Concluído          | 8       | Shueisha        |
| Marry Grave                             | Hidenori Yamaji                                  | Shōnen         | 2019        | Concluído        | 5              | Planet Manga | Concluído          | 5       |                 |
| Marusaku                                | Akira Toryama                                    | Shōnen         | 2006        | Concluído        | 3              | Conrad       | Concluído          | 3       | -               |
| Mashima-en                              | Hiro Mashima                                     | Shōnen         | 2012        | Concluído        | 2              | Conrad       | Concluído          | 2       | Kodansha        |
| Medabots                                | Horumarin                                        | Shōnen         |             |                  | 5              |              |                    |         |                 |
| Megaman NT Warrior                      | Ryo Takamisaki                                   | Shōnen         | 2005        | Cancelado        | 6 (meio-tanko) | Conrad       | Concluído          | 13      |                 |
| Melodia Infernal                        | Lu Ming                                          | Seinen         | 2009        | Concluído        | 2              | Conrad       | Concluído          | 2       |                 |
| MeruPuri                                | Hino Matsuri                                     | Shōjo          |             | Concluído        | 4              | Planet Manga | Concluído          | 4       | Hakusensha      |
| Metrópolis                              | Osamu Tezuka                                     | Shōnen         | 2010        | Concluído        | 1              | Newpop       | Concluído          | 1       | Ikuei Shuppan   |
| Minha Experiência Lésbica com a Solidão | Kabi Nagata                                      | Biografia      | 2019        | Concluído        | 1              | NewPOP       | Concluído          | 1       | Eastpress       |
| Miyuki-chan no País das Maravilhas      | CLAMP                                            | Seinen         | 2010        | Concluído        | 1              | JBC          | Concluído          | 1       | Kadokawa shoten |
| Mob Psycho 100                          | ONE                                              | Shōnen         | 2017        | Concluído        | 16             | Planet Manga | Concluído          | 16      |                 |
| Model                                   | Lee So-Young                                     | Shōjo          | 2009        | Concluído        | 7              | Conrad       | Concluído          | 7       | Daiwon          |
| Moriarty: O Patriota                    | Ryosuke Takeuchi (Roteiro) Hikaru Miyoshi (Arte) | Seinen         | 2019        | Em publicação    | 10             | Planet Manga | Em publicação      | 13      |                 |
| Monster                                 | Naoki Urasawa                                    | Seinen         | 2006        | Cancelado        | 10             | Conrad       | Concluído          | 18      | Shogakukan      |
| Monster                                 | Naoki Urasawa                                    | Seinen         | 2012        | Concluído        | 18             | Planet Manga | Concluído          | 18      | Shogakukan      |
| Monster - Perfect Edition-              | Naoki Urasawa                                    | Seinen         | 2019        | Concluído        | 3              | Planet Manga | Concluído          | 9       |                 |
| Monster Hunter Orage                    | Hiro Mashima                                     | Shōnen         | 2010        | Concluído        | 4              | JBC          | Concluído          | 4       | Kodansha        |
| Monster x Monster                       | Nikkichi Tobita                                  | Shōnen         | 2017        | Concluído        | 3              | Planet Manga | Concluído          | 3       |                 |
| Mouse                                   | Satoru Akahori Hiroshi Itaba                     | Seinen         | 2005        | Concluído        | 14             | JBC          | Concluído          | 14      | Hakusensha      |
| MPD Psycho                              | Eiji Ōtsuka Shou Tajima                          | Shōnen, Seinen |             |                  | 13             | Planet Manga |                    | 24      | Kadokawa Shoten |
| My Hero Academia                        | Kôhei Horikoshi                                  | Shōnen         | 2016        | Em Publicação    | 26             | JBC          | Em Publicação      | 29      | Shueisha        |
| My Hero Academia Smash!!                | Hirofumi Neda                                    | Shōnen         | 2017        | Concluído        | 5              | JBC          | Concluído          | 5       |                 |

## N
| Obra | Autor                                                     | Gênero                             | Ano Lançado | Status no Brasil | Volumes         | Editora      | Status no Japão | Volumes | Editora         |
| --- | --------------------------------------------------------- | ---------------------------------- | ----------- | ---------------- | --------------- | ------------ | --------------- | ------- | --------------- |
| Na prisão | Kazuichi Hanawa                                           | Seinen                             | 2005        | Concluído        | 1               | Conrad       | Concluído       | 1       |                 |
| Nana | Ai Yazawa                                                 | Shōjo                              | 2008        | Hiato            | 21              | JBC          | Hiato           | 21      | Shueisha        |
| Napping Princess | Kenji Kamiyama (Roteiro) Hana Ichika (Arte)               | Seinen                             | 2019        | Concluído        | 2               | Newpop       | Concluído       | 2       |                 |
| Naruto | Masashi Kishimoto                                         | Shōnen                             | 1999        | Concluído        | 72              | Planet Manga | Concluído       | 72      | Shueisha        |
| Naruto Pocket | Masashi Kishimoto                                         | Shōnen                             | 1999        | Concluído        | 72              | Planet Manga | Concluído       | 72      |                 |
| Naruto -Gold- | Masashi Kishimoto                                         | Shōnen                             | 2015        | Em publicação    | 67              | Planet Manga | Concluído       | 72      |                 |
| Naruto - Databook \| Lançamento \| Título \| Título BR \| \| ---------- \| ------------------ \| ---------------------------------- \| \| Abr/2013 \| Naruto: Rin no Sho \| Naruto: Livro Secreto do Confronto \| \| Set/2014 \| Naruto: Hyo no Sho \| Naruto: Livro Secreto do Guerreiro \| \| Set/2015 \| Naruto: Tou no Sho \| Naruto: Livro Secreto da Batalha \| \| Nov/2016 \| Naruto: Sha no Sho \| Naruto: Livro Secreto da Formação \| | Masashi Kishimoto                                         | Shōnen                             | 2013        | Em publicação    | 4               | Planet Manga | Em publicação   | 7       |                 |
| Naruto Gaiden | Masashi Kishimoto                                         | Shōnen                             | 2016        | Concluído        | 1               | Planet Manga | Concluído       | 1       |                 |
| Naruto: The Last | Maruo Kyouzuka                                            | Shōnen                             | 2019        | Concluído        | 1               | Planet Manga | Concluído       | 1       |                 |
| Nausicaä do Vale do Vento | Hayao Miyazaki                                            | Seinen                             | 2006        | Cancelado        | 5               | Conrad       | Concluído       | 7       |                 |
| Negima! | Ken Akamatsu                                              | Shōnen / Ecchi                     | 2006        | Concluído        | 76              | JBC          | Concluído       | 38      | Kodansha        |
| Nekomajin Z | Akira Toryama                                             | Shōnen                             | 2006        | Concluído        | 1               | Conrad       | Concluído       | 1       |                 |
| Neon Genesis Evangelion | Yoshiyuki Sadamoto                                        | Seinen                             | 2011        | Concluído        | 20              | Conrad       | Concluído       | 14      |                 |
| Neon Genesis Evangelion (Continuação da Conrad) | Yoshiyuki Sadamoto                                        | Seinen                             | 2010        | Concluído        | 8               | JBC          | Concluído       | 14      | Kadokawa shoten |
| Neon Genesis Evangelion (Edição Especial) | Yoshiyuki Sadamoto                                        | Seinen                             | 2011        | Concluído        | 14              | JBC          | Concluído       | 25      | Kadokawa shoten |
| Neon Genesis Evangelion: the Iron Maiden 2nd | Fumino Hayashi                                            | Shōjo                              | 2005        | Concluído        | 12 (meio-tanko) | Conrad       | Concluído       | 6       | Kadokawa Shoten |
| Nightmare Maker | Cuvie                                                     | Seinen                             | 2013        | Concluído        | 6               | Nova Sampa   | Concluído       | 6       |                 |
| Nijigahara Holograph | Inio Asano                                                | Seinen                             | 2016        | Concluído        | 1               | JBC          | Concluído       | 1       |                 |
| Ninja Slayer | Bradley Bond e Yoshiaki Tabata (Roteiro) Yūki Yogo (Arte) | Seinen                             | 2016        | Concluído        | 14              | Planet Manga | Concluído       | 14      |                 |
| Nisekoi | Naoshi Komi                                               | Shōnen                             | 2017        | Concluído        | 25              | Planet Manga | Concluído       | 25      | Shueisha        |
| No Café Kichijouji | Kyoko Negishi (Roteiro) Yuki Miyamoto (Arte)              | Shōjo                              | 2020        | Concluído        | 4               | Newpop       | Concluído       | 4       |                 |
| No Game No Life | Yū Kamiya (Roteiro) Mashiro Hiiragi (Arte)                | Seinen                             | 2015        | Em hiato         | 2               | Newpop       | Em hiato        | 2       |                 |
| No Game No Life, desu! | Yū Kamiya (Roteiro) Mashiro Hiiragi (Arte)                | Seinen                             | 2018        | Concluído        | 4               | Newpop       | Concluído       | 4       |                 |
| No.6 | Atsuko Asano (Roteiro) Hinoki Kino (Arte)                 | Shōjo / Yaoi                       | 2015        | Concluído        | 9               | Newpop       | Concluído       | 9       |                 |
| Nonnonba | Shigeru Mizuki                                            | Seinen                             | 2018        | Concluído        | 1               | Devir        | Concluído       | 1       |                 |
| Noragami | Adachitoka                                                | Shōnen                             | 2016        | Em publicação    | 22              | Planet Manga | Em publicação   | 23      |                 |
| Novo Lobo Solitário | Kazuo Koike (Roteiro) Hideki Mori (Arte)                  | Seinen                             | 2017        | Concluído        | 11              | Planet Manga | Concluído       | 11      |                 |
| Nura - A ascensão do clã das sombras | Hiroshi Shiibashi                                         | Shōnen                             | 2012        | Concluído        | 25              | JBC          | Concluído       | 25      | Shueisha        |
| Lançamento | Título                                                    | Título BR                          |             |                  |                 |              |                 |         |                 |
| Abr/2013 | Naruto: Rin no Sho                                        | Naruto: Livro Secreto do Confronto |             |                  |                 |              |                 |         |                 |
| Set/2014 | Naruto: Hyo no Sho                                        | Naruto: Livro Secreto do Guerreiro |             |                  |                 |              |                 |         |                 |
| Set/2015 | Naruto: Tou no Sho                                        | Naruto: Livro Secreto da Batalha   |             |                  |                 |              |                 |         |                 |
| Nov/2016 | Naruto: Sha no Sho                                        | Naruto: Livro Secreto da Formação  |             |                  |                 |              |                 |         |                 |

## O
| Obra | Autor                                                           | Gênero    | Ano Lançado | Status no Brasil | Volumes | Editora          | Status no Japão | Volumes | Editora           |
| --- | --------------------------------------------------------------- | --------- | ----------- | ---------------- | ------- | ---------------- | --------------- | ------- | ----------------- |
| O Cão de Caça e Outras Histórias | H.P. Lovecraft (Roteiro original) Gou Tanabe (Adaptação e Arte) | Seinen    | 2015        | Concluído        | 1       | JBC              | Concluído       | 1       |                   |
| O cão que guarda as estrelas | Takashi Murakami                                                | Seinen    | 2014        | Concluído        | 1       | JBC              | Concluído       | 1       | Futabasha         |
| O Outro Cão Que Guarda As Estrelas | Takashi Murakami                                                | Seinen    | 2014        | Concluído        | 1       | JBC              | Concluído       | 1       |                   |
| O Capital | Kasuke Maruo Variety ArtWorks Karl Marx                         | -         | 2011        | Concluído        | 1       | JBC              | Concluído       | 1       | Eastpress         |
| O Estranho Mundo de Jack | Jun Asuka                                                       |           | 2007        | Concluído        | 1       |                  | Concluído       | 1       |                   |
| O Gourmet Solitário | Masayuki Kusumi Jiro Taniguchi                                  | Seinen    | 2020        | Concluído        | 1       | Devir            | Concluído       | 1       |                   |
| O Guerreiro Fantasma | Orebalgum (Roteiro) Kim Young-Oh (Arte)                         | Seinen    | 2009        | Concluído        | 5       | Conrad           | Concluído       | 5       |                   |
| O Homem de Várias Faces | CLAMP                                                           | Shōnen    | 2013        | Concluído        | 2       | Newpop           | Concluído       | 2       | Kadokawa shoten   |
| O Homem sem Talento | Yoshiharu Tsuge                                                 | Seinen    | 2019        | Concluído        | 1       | Veneta           | Concluído       | 1       |                   |
| O Homem que Passeia | Jiro Taniguchi                                                  | Seinen    | 2018        | Concluído        | 1       | Devir            | Concluído       | 1       |                   |
| O Homem que Foge | Natsume Ono                                                     | Seinen    | 2017        | Concluído        | 1       | JBC              | Concluído       | 1       |                   |
| O Jardim das Palavras | Makoto Shinkai (Roteiro) Midori Motohashi (Arte)                | Seinen    | 2016        | Concluído        | 1       | Newpop           | Concluído       | 1       |                   |
| O Livro dos Cinco Anéis | Miyamoto Musashi                                                |           | 2006        | Concluído        | 1       | Conrad           | Concluído       | 1       |                   |
| O Maestro | Manabu Kaminaga (Roteiro) Nokiya (Arte)                         | Shōjo     | 2014        | Concluído        | 4       | Planet Manga     | Concluído       | 4       |                   |
| O Marido do Meu Irmão | Tagame Gengorou                                                 | Seinen    | 2019        | Concluído        | 2       | Planet Manga     | Concluído       | 2       |                   |
| O Mito de Arata | Yuu Watase                                                      | Shōjo     | 2011        | Cancelado        | 13      | Planet Manga     | Em Publicação   | 24      | ASCII Media Works |
| O Preço da Desonra | Hiroshi Hirata                                                  | Seinen    | 2019        | Concluído        | 1       | Pipoca & Nanquim | Concluído       | 1       |                   |
| O Príncipe do Best Seller | Soni                                                            | Shōjo     | 2010        | Concluído        | 6       | HQ Mangá         | Concluído       |         |                   |
| O Senhor dos Espinhos | Yuuji Iwahara                                                   | Seinen    | 2013        | Concluído        | 6       | JBC              | Concluído       | 6       | Enterbrain        |
| O Último Voo das Borboletas | Kan Takahama                                                    | Seinen    | 2019        | Concluído        | 1       | Pipoca & Nanquim | Concluído       | 1       |                   |
| Old Boy | Garon Tsuchiya (Roteiro) Nobuaki Minegishi (Arte)               | Seinen    | 2013        | Concluído        | 8       | Nova Sampa       | Concluído       | 8       |                   |
| One Punch-Man | ONE                                                             | Seinen    | 2015        | Em Publicação    | 22      | Planet Manga     | Em Publicação   | 22      | Shueisha          |
| One-Punch Man - Hero Taizen | ONE (Roteiro) Yusuke Murata (Arte)                              | Seinen    | 2019        | Em publicação    | 1       | Planet Manga     | Em publicação   | 1       |                   |
| One Piece | Echiro Oda                                                      | Shōnen    | 2002        | Cancelado        | 70      | Conrad           | Em Publicação   | 96      | Shueisha          |
| One Piece | Echiro Oda                                                      | Shōnen    | 1997        | Em Publicação    | 97      | Planet Manga     | Em Publicação   | 97      | Shueisha          |
| One Piece - Databook (Guia sobre One Piece) \| Lançamento \| Título \| \| ---------- \| ------------------- \| \| Mai/2014 \| One Piece RED \| \| Fev/2015 \| One Piece BLUE \| \| Jan/2016 \| One Piece YELLOW \| \| Mai/2018 \| One Piece GREEN \| \| Out/2019 \| One Piece BLUE DEEP \| | Eiichiro Oda                                                    | Shōnen    | 2014        | Em publicação    | 5       | Planet Manga     | Em publicação   | 5       |                   |
| One Week Friends | Maccha Hazuki                                                   | Shōnen    | 2017        | Concluído        | 7       | Planet Manga     | Concluído       | 7       |                   |
| Onegai Teacher | Shizuru Hayashiya                                               | Shōnen    | 2005        | Concluído        | 2       | JBC              | Concluído       | 2       | ASCII Media Works |
| Onegai Twins | Akikan Please!                                                  | Shōnen    | 2008        | Concluído        | 2       | JBC              | Concluído       | 1       | ASCII Media Works |
| Ooru | Jun Hanyunyuu                                                   | Seinen    | 2008        | Cancelado        | 3       | Conrad           | Concluído       | 5       |                   |
| Opus | Satoshi Kon                                                     | Seinen    | 2017        | Concluído        | 2       | Planet Manga     | Concluído       | 2       |                   |
| Ore Monogatari!! | Kazune Kawahara (Roteiro) Aruko (Arte)                          | Shōjo     | 2016        | Concluído        | 13      | Planet Manga     | Concluído       | 13      |                   |
| Origin | Boichi                                                          | Seinen    | 2019        | Concluído        | 10      | Planet Manga     | Concluído       | 10      |                   |
| Os Filhos de Safiri, o novo a princesa e o cavaleiro | Osamu Tezuka                                                    | Shōjo     | 2013        | Concluído        | 1       | Newpop           | Concluído       | 1       | Kodansha          |
| Osamu Tezuka: Uma Biografia Mangá | Toshio Ban                                                      | Biografia | 2003        | Concluído        | 4       | Conrad           |                 |         |                   |
| Otomen | Aya Kanno                                                       | Shōjo     | 2009        | Cancelado        | 7       | Planet Manga     | Concluído       | 18      | Hakusensha        |
| Otomental | Mayumi Yokoyama                                                 | Shōjo     | 2010        | Concluído        | 2       | Planet Manga     | Concluído       | 2       | Betsucomi         |
| Overlord (Novel) | Kugane Maruyama                                                 |           | 2019        | Em publicação    | 1       | JBC              | Em publicação   | 14      |                   |
| Lançamento | Título                                                          |           |             |                  |         |                  |                 |         |                   |
| Mai/2014 | One Piece RED                                                   |           |             |                  |         |                  |                 |         |                   |
| Fev/2015 | One Piece BLUE                                                  |           |             |                  |         |                  |                 |         |                   |
| Jan/2016 | One Piece YELLOW                                                |           |             |                  |         |                  |                 |         |                   |
| Mai/2018 | One Piece GREEN                                                 |           |             |                  |         |                  |                 |         |                   |
| Out/2019 | One Piece BLUE DEEP                                             |           |             |                  |         |                  |                 |         |                   |

## P
| Obra                                           | Autor                                             | Gênero       | Ano Lançado | Status no Brasil | Volumes | Editora      | Status no Japão | Volumes | Editora    |
| ---------------------------------------------- | ------------------------------------------------- | ------------ | ----------- | ---------------- | ------- | ------------ | --------------- | ------- | ---------- |
| Pandora - namorada do death jr.                | Hai!                                              | Shōjo        | 2012        | Concluído        | 1       | Newpop       | Concluído       | 1       | Seven seas |
| Pandora Hearts                                 | Jun Mochizuki                                     | Shōnen       | 2016        | Concluído        | 24      | Planet Manga | Concluído       | 24      |            |
| Panorama do Inferno                            | Hideshi Hino                                      | Seinen       | 2006        | Concluído        | 1       | Conrad       | Concluído       | 1       |            |
| Paradise Kiss                                  | Ai Yazawa                                         | Josei        | 2007        | Concluído        | 5       | Conrad       | Concluído       | 5       | Shodensha  |
| Paraíso - O Sorriso do Vampiro                 | Suehiro Maruo                                     | Seinen       | 2006        | Concluído        | 1       | Conrad       | Concluído       | 1       |            |
| Parasyte                                       | Hitoshi Iwaaki                                    | Seinen       | 2015        | Concluído        | 10      | JBC          | Concluído       | 10      |            |
| Peach Girl                                     | Miwa Ueda                                         | Shōjo        | 2003        | Cancelado        | 26      | Planet Manga | Concluído       | 18      | Kodansha   |
| Philosophia                                    | Shuninta Amano                                    | Josei / Yuri | 2017        | Concluído        | 1       | Newpop       | Concluído       | 1       |            |
| Pinóquio                                       | Osamu Tezuka                                      | Shōnen       | 2017        | Concluído        | 1       | Newpop       | Concluído       | 1       |            |
| Planet Blood                                   | Kim Tae-Hyung                                     | Seinen       | 2006        |                  |         | Lumus        |                 |         |            |
| Planetes                                       | Makoto Yukimura                                   | Seinen       | 2015        | Concluído        | 4       | Planet Manga | Concluído       | 4       |            |
| Platinum End                                   | Tsugumi Ohba (Roteiro) Takeshi Obata (Arte)       | Shōnen       | 2018        | Em publicação    | 10      | JBC          | Concluído       | 14      |            |
| Pluto                                          | Naoki Urasawa                                     | Seinen       | 2017        | Concluído        | 8       | Planet Manga | Concluído       | 8       |            |
| Pokémon: Red, Green & Blue                     | Hidenori Kusaka (Roteiro) Mato (Arte)             | Shōnen       | 2016        | Concluído        | 3       | Planet Manga | Concluído       | 3       |            |
| Pokémon: Yellow                                | Hidenori Kusaka (Roteiro) Satoshi Yamamoto (Arte) | Shōnen       | 2017        | Concluído        | 4       | Planet Manga | Concluído       | 4       |            |
| Pokémon: Gold & Silver                         | Hidenori Kusaka (Roteiro) Satoshi Yamamoto (Arte) | Shōnen       | 2018        | Concluído        | 7       | Planet Manga | Concluído       | 7       |            |
| Pokémon: Ruby & Sapphire                       | Hidenori Kusaka (Roteiro) Mato (Arte)             | Shōnen       | 2019        | Concluído        | 8       | Planet Manga | Concluído       | 8       |            |
| Pokémon: Black & White                         | Hidenori Kusaka (Roteiro) Satoshi Yamamoto (Arte) | Shōnen       | 2014        | Concluído        | 9       | Planet Manga | Concluído       | 9       |            |
| Prelúdio do Arco-íris                          | Osamu Tezuka                                      | Shōjo        | 2018        | Concluído        | 1       | Newpop       | Concluído       | 1       |            |
| Preto & Branco                                 | Taiyō Matsumoto                                   | Seinen       | 2001        | Concluído        | 3       | Conrad       | Concluído       | 3       |            |
| Pride - O Supercampeão                         | Yoichi Takahashi                                  | Shōnen       | 2017        | Concluído        | 2       | Nova Sampa   | Concluído       | 2       |            |
| Priest                                         | Hyung Min-Woo                                     | Seinen       | 2006        |                  |         | Lumus        |                 |         |            |
| Princess Ai                                    | Ai Yazawa e Courtney Love                         | Shōjo        | 2006        | Concluído        | 3       | Conrad       | Concluído       | 3       | Shinshokan |
| Princess Princess                              | Mikiyo Tsuda                                      | Shōjo        | 2007        | Concluído        | 5       | Planet Manga | Concluído       | 5       | Shinshokan |
| Prophecy                                       | Tetsuya Tsutsui                                   | Seinen       | 2014        | Concluído        | 3       | JBC          | Concluído       | 3       | Shueisha   |
| Puella magi Madoka Magica                      | Hanokage Magica quartet                           | Seinen       | 2013        | Concluído        | 3       | Newpop       | Concluído       | 3       | Houbunsha  |
| Puella Magi Madoka Magica: The Different Story | Hanokage                                          | Seinen       | 2015        | Concluído        | 3       | Newpop       | Concluído       | 3       |            |
| Puella Magi Madoka Magica: The Rebellion Story | Hanokage                                          | Seinen       | 2017        | Concluído        | 3       | Newpop       | Concluído       | 3       |            |
| Puella Magi Oriko Magica                       | Kuroe Mura Magica quartet                         | Seinen       | 2014        | Concluído        | 2       | Newpop       | Concluído       | 2       | Houbunsha  |
| Puella Magi Oriko Magica: Outra História       | Kuroe Mura                                        | Seinen       | 2015        | Concluído        | 1       | Newpop       | Concluído       | 1       |            |
| Puella Magi Kazumi Magica: Malícia Inocente    | Masaki Hiramatsu (Roteiro) Takashi Tensugi (Arte) | Seinen       | 2015        | Concluído        | 5       | Newpop       | Concluído       | 5       |            |
| Puella Magi Suzune Magica                      | Gan                                               | Seinen       | 2018        | Concluído        | 3       | Newpop       | Concluído       | 3       |            |
| PxP                                            | Wataru Yoshizumi                                  | Shōjo        | 2010        | Concluído        | 1       | Planet Manga | Concluído       | 1       | Shueisha   |

## Q
| Obra                          | Autor         | Gênero | Ano Lançado | Status no Brasil | Volumes | Editora      | Status no Japão | Volumes | Editora |
| ----------------------------- | ------------- | ------ | ----------- | ---------------- | ------- | ------------ | --------------- | ------- | ------- |
| Quem É Sakamoto?              | Nami Sano     | Seinen | 2017        | Concluído        | 4       | Planet Manga | Concluído       | 4       |         |
| Queen's Blade: Exiled Warrior | Kabao Kikkawa | Shōnen | 2014        | Concluído        | 4       | Nova Sampa   | Concluído       | 4       |         |

## R
| Obra                                        | Autor                                            | Gênero | Ano Lançado | Status no Brasil | Volumes         | Editora          | Status no Japão | Volumes | Editora    |
| ------------------------------------------- | ------------------------------------------------ | ------ | ----------- | ---------------- | --------------- | ---------------- | --------------- | ------- | ---------- |
| Radiant                                     | Tony Valente                                     | Shōnen | 2019        | Em publicação    | 11              | Planet Manga     | Em publicação   | 14      |            |
| Ragnarök                                    | Lee Myung-Jin                                    | Shōnen | 2004        | Concluído        | 20 (meio-tanko) | Conrad           | Concluído       | 10      |            |
| Ranma ½                                     | Rumiko Takahashi                                 | Shōnen | 2009        | Concluído        | 38              | JBC              | Concluído       | 38      | Shogakukan |
| Re:Zero - Capítulo 1: Um Dia na Capital     | Tappei Nagatsuki (Roteiro) Daichi Matsuse (Arte) | Seinen | 2018        | Concluído        | 2               | Planet Manga     | Concluído       | 2       |            |
| Re: Zero – Capítulo 2: Uma Semana na Mansão | Makoto Fugetsu                                   | Seinen | 2019        | Concluído        | 5               | Planet Manga     | Concluído       | 5       |            |
| Re: Zero - Capítulo 3: A Verdade de Zero    | Daichi Matsuse                                   | Seinen | 2020        | Em publicação    | 3               | Planet Manga     | Concluído       | 11      |            |
| Recado a Adolf                              | Osamu Tezuka                                     | Seinen | 2020        | Concluído        | 2               | Pipoca & Nanquim | Concluído       | 2       |            |
| Red Garden                                  | Kirihito Ayamura GONZO                           | Seinen | 2012        | Concluído        | 4               | Newpop           | Concluído       | 4       | Gentosha   |
| Red + Garden                                | Gonzo e Kirihito Ayamura                         | Seinen | 2012        | Concluído        |                 | Newpop           | Concluído       |         |            |
| Rei Lear                                    | Kasuke Maruo Variety ArtWorks Shakespeare        | -      | 2011        | Concluído        | 1               | JBC              | Concluído       | 1       | Eastpress  |
| Resident Evil: BioHazard Marhawa Desire     | Naoki Serizawa                                   |        | 2012        | Concluído        | 5               | Planet Manga     | Concluído       | 5       |            |
| RG Veda                                     | CLAMP                                            | Shōjo  | 2012        | Concluído        | 10              | JBC              | Concluído       | 10      | Shinshokan |
| Ring - O Chamado                            | Hiroshi Takahashi & Koji Suzuki Misao Inagaki    | Seinen | 2005        | Concluído        | 2               | Conrad           | Concluído       | 2       |            |
| Rock Lee e a Primavera da Juventude         | Kenji Taira                                      | Shōnen | 2017        | Concluído        | 7               | Planet Manga     | Concluído       | 7       |            |
| Rockin’ Heaven                              | Mayu Sakai                                       | Shōjo  | 2010        | Concluído        | 8               | Planet Manga     | Concluído       | 8       | Shueisha   |
| Rohan no Louvre                             | Hirohiko Araki                                   | Seinen | 2020        | Concluído        | 1               | Pipoca & Nanquim | Concluído       | 1       |            |
| Rosa de Versalhes                           | Riyoko Ikeda                                     | Shōjo  | 2019        | Concluído        | 5 (formato BIG) | JBC              | Concluído       | 10      |            |
| Rosario + Vampire                           | Akihisa Ikeda                                    | Shōnen | 2010        | Concluído        | 10              | JBC              | Concluído       | 10      | Shueisha   |
| Rosario + Vampire (Ano II)                  | Akihisa Ikeda                                    | Shōnen | 2011        | Concluído        | 14              | JBC              | Concluído       | 14      | Shueisha   |
| Rust Blaster                                | Yana Toboso                                      | Shōnen | 2016        | Concluído        | 1               | Planet Manga     | Concluído       | 1       |            |

## S
| Obra                                                     | Autor                                                | Gênero       | Ano Lançado | Status no Brasil | Volumes          | Editora          | Status no Japão | Volumes          | Editora          |
| -------------------------------------------------------- | ---------------------------------------------------- | ------------ | ----------- | ---------------- | ---------------- | ---------------- | --------------- | ---------------- | ---------------- |
| Sabakatou de Yahiko, A                                   | Nobuhiro Watsuki                                     | Shōnen       |             | Concluído        |                  | JBC              | Concluído       |                  |                  |
| Saber Marionette J                                       | Satoru Akahori                                       | Shōnen       | 2011        | Concluído        | 5                | JBC              | Concluído       | 5                | Kadokawa Shoten  |
| Sade                                                     | Senno Knife                                          | Shōjo        | 2006        | Concluído        | 1                | Conrad           | Concluído       | 1                |                  |
| Sailor Moon                                              | Naoko Takeuchi                                       | Shōjo        | 2014        | Concluído        | 12               | JBC              | Concluído       | 12               | Kodansha         |
| Sailor Moon - Short Stories                              | Naoko Takeuchi                                       | Shōjo        | 2015        | Concluído        | 2                | JBC              | Concluído       | 2                |                  |
| Sakura Card Captors                                      | CLAMP                                                | Shōjo        | 2001        | Concluído        | 24               | JBC              | Concluído       | 12               | Kodansha         |
| Sakura Wars                                              | Ouji Hiroi (Original) Ikku Masa (Mangá)              | Shōnen       | 2020        | Em publicação    | 2 (formato TRIG) | JBC              | Concluído       | 3 (formato TRIG) |                  |
| Samurai 7                                                | Akira Kurosawa (Roteiro) Mizutaka Suhou (Arte)       | Seinen       | 2017        | Concluído        | 2                | JBC              | Concluído       | 2                |                  |
| Samurai Champloo                                         | Mangoble Masaru Gotsubo                              | Shōnen       |             | Concluído        | 2                | Planet Manga     | Concluído       | 2                | Kodokawa Shoten  |
| Samurai Executor                                         | Goseki Kojima & Kazuo Koike                          | Seinen       |             | Concluído        | 8                | Planet Manga     | Concluído       |                  |                  |
| Samurai Girl                                             | Reigi Saga (Roteiro) Sora Inoue (Arte)               | Shōnen       | 2007        | Concluído        | 12               | JBC              | Concluído       | 6                | Kadokawa Shoten  |
| Samurai Legend                                           | Kan Furuyama Jiro Taniguchi                          | Seinen       |             |                  |                  |                  |                 |                  |                  |
| Samurai X (Rurouni Kenshin)                              | Nobuhiro Watsuki                                     | Shōnen       | 2001        | Concluído        | 56               | JBC              | Concluído       | 28               | Shueisha         |
| Samurai X (Rurouni Kenshin)                              | Nobuhiro Watsuki                                     | Shōnen       | 2001        | Concluído        | 28               | JBC              | Concluído       | 28               | Shueisha         |
| Samurai X: A Sakabatou de Yahiko                         | Nobuhiro Watsuki                                     | Shōnen       | 2004        | Concluído        | 1                | JBC              | Concluído       | 1                | Shueisha         |
| Samurai X: A Sakabatou de Yahiko                         | Nobuhiro Watsuki                                     | Shōnen       | 2015        | Concluído        | 1                | JBC              | Concluído       | 1                | Shueisha         |
| Samurai X - Rurouni Kenshin: Versão do Autor             | Nobuhiro WatsukiKaoru Shizuka                        | -            | 2016        | Concluído        | 2                | JBC              | Concluído       | 2                | Shueisha         |
| Samurai X - Kenshin Kaden (Enciclopédia)                 | Nobuhiro Watsuki                                     | -            | 2004        | Concluído        | 1                | JBC              | Concluído       | 1                | Shueisha         |
| Sand Land                                                | Akira Toryama                                        | Shōnen       | 2006        | Concluído        | 1                | Conrad           | Concluído       | 1                | Shueisha         |
| Sankarea                                                 | Mitsuru Hattori                                      | Shōnen       | 2014        | Concluído        | 11               | Planet Manga     | Concluído       | 11               | Kodansha         |
| Sanctuary                                                | Sho Fumimura Ryoichi Ikegami                         | Seinen       | 2006        | Cancelado        | 6                | Conrad           | Concluído       | 12               | Shogakukan       |
| Satsuma Gishiden                                         | Hiroshi Hirata                                       | Seinen       | 2020        | Concluído        | 3                | Pipoca & Nanquim | Concluído       | 3                |                  |
| Savanna Game                                             | Ransuke Kuroi (Roteiro) Eri Haruno (Arte)            | Shōnen       | 2015        | Concluído        | 8                | JBC              | Concluído       | 8                |                  |
| Sem Saída                                                | Tsuina Miura (Roteiro) Takahiro Oba (Arte)           | Seinen       | 2019        | Em publicação    | 19               | Planet Manga     | Concluído       | 21               |                  |
| Seraph of the End                                        | Kagami Takaya (Roteiro) Yamamoto Yamato (Arte)       | Shōnen       | 2017        | Em publicação    | 21               | Planet Manga     | Em publicação   | 22               |                  |
| Seton                                                    | Jiro Taniguchi                                       | Seinen       |             | Cancelado        |                  | Planet Manga     | Concluído       |                  |                  |
| Shakugan no Shana                                        | Yashichiro Takahashi (Roteiro) Ayato Sasakura (Arte) | Shōnen       | 2018        | Em hiato         | 3                | Newpop           | Concluído       | 10               |                  |
| Shaman King                                              | Hiroyuki Takei                                       | Shōnen       | 2003        | Concluído        | 64               | JBC              | Concluído       | 32               | Shueisha         |
| Sherlock                                                 | Mark Gatiss e Steven Moffat (Roteiro) Jay. (Arte)    | Seinen       | 2017        | Em publicação    | 4                | Planet Manga     | Em publicação   | 4                |                  |
| Shin-chan                                                | Yoshito Usui                                         | Shōnen       |             | Cancelado        | 12               | Planet Manga     |                 | 50               | Futabasha        |
| Shinshoku Kiss                                           | Kazuko Higashiyama                                   | Shōjo        | 2010        | Concluído        | 2                | Newpop           | Concluído       | 2                | Gentosha         |
| Shunkaden                                                | CLAMP                                                | Josei        | 2013        | Concluído        | 1                | Newpop           | Concluído       | 1                | Hakusensha       |
| Slam Dunk                                                | Takehiko Inoue                                       | Shōnen       | 2005        | Concluído        | 31               | Conrad           | Concluído       | 31               | Shueisha         |
| Slam Dunk                                                | Takehiko Inoue                                       | Shōnen       | 2016        | Concluído        | 24               | Planet Manga     | Concluído       | 24               | Shueisha         |
| Slayers                                                  | Hajime Kanzaka                                       | Shōnen       | 2004        | Concluído        | 16               | Planet Manga     | Concluído       | 8                | Hajime Kanzaka   |
| Só Você Pode Ouvir                                       | Hiro Kiyohara                                        | Shōnen       | 2014        | Concluído        | 1                | JBC              | Concluído       | 1                | Kadokawa shoten  |
| Socrates in love                                         | Kyoichi Katayama Kazumi Kazui                        | Josei        | 2007        | Concluído        | 1                | JBC              | Concluído       | 1                | Shogakukan       |
| Soel & Larg: as aventuras de Mokona Modoki - light novel | CLAMP                                                | -            | 2013        | Concluído        | 1                | Newpop           | Concluído       | 1                | Kadokawa shoten  |
| Solanin                                                  | Inio Asano                                           | Seinen       | 2011        | Concluído        | 2                | L&PM             | Concluído       | 2                |                  |
| Solo Leveling                                            | Chugon Dubu                                          | Shōnen       | 2020        | Em Publicação    | 2                | Newpop           | Em Publicação   | 3                |                  |
| Sora no Otoshimono                                       | Suu Minazuki                                         | Shōnen       | 2011        | Concluído        | 20               | Planet Manga     | Concluído       | 20               |                  |
| Soul Eater                                               | Atsushi Ohkubo                                       | Shōnen       | 2012        | Concluído        | 25               | JBC              | Concluído       | 25               | Square Enix      |
| Soul Eater Not!                                          | Atsushi Ohkubo                                       | Shōnen       | 2014        | Concluído        | 5                | JBC              | Concluído       | 5                | Square Enix      |
| Speed Racer                                              | Tatsuo Yoshida                                       | Shōnen       | 2009        | Concluído        | 2                | Newpop           | Concluído       | 2                | Shueisha         |
| Spicy Pink                                               | Wataru Yoshizumi                                     | Shōjo        | 2010        | Concluído        | 2                | Planet Manga     | Concluído       | 2                |                  |
| Spy x Family                                             | Tatsuya Endo                                         | Shōnen       |             | Em Publicação    | 3                | Planet Manga     | Em Publicação   | 5                |                  |
| Star Wars - Uma Nova Esperança                           | Hisao Tamaki                                         | Shōnen       | 2002        | Concluído        | 4                | JBC              | Concluído       | 4                | ASCII MediaWorks |
| Star Wars - O Império Contra Ataca                       | Toshiki Kudo                                         | Shōnen       | 2002        | Concluído        | 4                | JBC              | Concluído       | 4                | ASCII MediaWorks |
| Star Wars - O Retorno do Jedi                            | Shin-ichi Hiromoto                                   | Shōnen       | 2002        | Concluído        | 4                | JBC              | Concluído       | 4                | ASCII MediaWorks |
| Star Wars - A Ameaça Fantasma                            | Kia Asamiya                                          | Shōnen       | 2002        | Cancelado        | 2                | JBC              | Cancelado       | 2                | ASCII MediaWorks |
| Street Fighter Alpha                                     | Nakahira Masahiko                                    | Shōnen       | 2013        | Concluído        | 2                | Newpop           | Concluído       | 2                | Shinsheisha      |
| Street Fighter: Sakura Ganbaru!                          | Nakahira Masahiko                                    | Shōnen       | 2014        | Concluído        | 2                | Newpop           | Concluído       | 2                |                  |
| Sugar Sugar Rune                                         | Moyoco Anno                                          | Shōjo        | 2010        | Concluído        | 8                | Planet Manga     | Concluído       | 8                | Kodansha         |
| Suicide Club                                             | Usamaru Furuya                                       | Seinen       | 2017        | Conluído         | 1                | Newpop           | Conluído        | 1                |                  |
| Summer Wars                                              | Mamoru Hosoda                                        | Seinen       | 2011        | Concluído        | 3                | JBC              | Concluído       | 3                | Kadokawa shoten  |
| Sunadokei                                                | Hinako Ashihara                                      | Shōjo        | 2008        | Concluído        | 10               | Planet Manga     | Concluído       | 10               |                  |
| Sunny                                                    | Taiyō Matsumoto                                      | Seinen       | 2020        | Em Publicação    | 2                | Devir            | Concluído       | 3                |                  |
| Sunset Orange                                            | Rokuroichi                                           | Shōjo / Yuri | 2017        | Conluído         | 1                | Newpop           | Conluído        | 1                |                  |
| Super Onze                                               | Tenya Yabuno                                         | Kodomo       | 2013        | Concluído        | 34               | JBC              | Concluído       | 10               | Shogakukan       |
| Steins;Gate                                              | Yomi Sarachi                                         | Seinen       | 2015        | Concluído        | 3                | JBC              | Concluído       | 3                |                  |
| Sword Art Online: Aincrad                                | Reki Kawahara (Roteiro) Tamako Nakamura (Arte)       | Shōnen       | 2014        | Concluído        | 2                | Planet Manga     | Concluído       | 2                |                  |
| Sword Art Online: Calibur                                | Reki Kawabara                                        | Shōnen       | 2020        | Concluído        | 1                | Planet Manga     | Concluído       | 1                |                  |
| Sword Art Online: Fairy Dance                            | Reki Kawahara (Roteiro) Tsubasa Hazuki (Arte)        | Shōnen       | 2015        | Concluído        | 3                | Planet Manga     | Concluído       | 3                |                  |
| Sword Art Online: Phantom Bullet                         | Katorah Yamada                                       | Shōnen       | 2019        | Em publicação    | 3                | Planet Manga     | Em publicação   | 3                |                  |
| Sword Art Online: Aincrad (Novel)                        | Reki Kawahara                                        | Shōnen       | 2018        | Concluído        | 2                | Planet Manga     | Concluído       | 2                |                  |

## T
| Obra                                                  | Autor                                                         | Gênero         | Ano Lançado | Status no Brasil | Volumes | Editora        | Status no Japão | Volumes | Editora              |
| ----------------------------------------------------- | ------------------------------------------------------------- | -------------- | ----------- | ---------------- | ------- | -------------- | --------------- | ------- | -------------------- |
| Takagi: A Mestra das Pegadinhas                       | Sōichirō Yamamoto                                             | Shōnen         | 2020        | Em publicação    | 2       | Planet Manga   | Concluído       | 14      |                      |
| Tanya the Evil                                        | Carlo Zen (Roteiro) Chika Toujou (Arte)                       | Seinen         | 2019        | Em publicação    | 11      | Planet Manga   | Em publicação   | 19      |                      |
| Tarot Café                                            | Sang-sun Park                                                 | Shōjo          | 2007        | Concluído        | 7       | NewPop e Lumus | Concluído       | 7       | Sigongsa             |
| Tarot Café: A Caçada Selvagem - Novel                 | Sang-Sun Park Chandra Rooney                                  | -              | 2010        | Concluído        | 1       | NewPop         | Concluído       | 1       | Tokyo Pop            |
| Tekkon Kinkreet                                       | Taiyō Matsumoto                                               | Seinen         | 2018        | Concluído        | 1       | Devir          | Concluído       | 3       |                      |
| Tempest                                               | Senno Knife                                                   | Shōjo          | 2006        | Concluído        | 1       | Conrad         | Concluído       | 1       |                      |
| Tengen Toppa Gurren Lagann                            | GAINAX                                                        | Shōnen         | 2013        | Concluído        | 10      | Nova Sampa     | Concluído       | 10      | Bandai Entertainment |
| Tenjho Tenge                                          | Oh Great!                                                     | Seinen / Ecchi | 2009        | Concluído        | 22      | JBC            | Concluído       | 22      | Shueisha             |
| That Time I Got Reincarnated As A Slime               | Fuse Taiki Kawakami                                           | Shōnen         | 2020        | Em publicação    | 4       | JBC            | Em publicação   | 16      |                      |
| The Ancient Magus Bride                               | Kore Yamazaki                                                 | Shōnen         | 2017        | Em publicação    | 9       | Devir          | Em publicação   | 14      |                      |
| Terra Formars                                         | Yuu Sasuga (Roteiro) Kenichi Tachibana (Arte)                 | Seinen         | 2015        | Em publicação    | 22      | JBC            | Em publicação   | 22      |                      |
| The Dreaming                                          | Terry LaBan, Alisa Kwitney, Bryan Talbot e Caitlin R. Kiernan | Seinen         | 2008        |                  |         | Lumus          |                 |         |                      |
| The Gentlemen's Alliance Cross                        | Arina Tanemura                                                | Shōjo          | 2004        | Concluído        | 11      | Planet Manga   | Concluído       | 11      |                      |
| The Ghost in the Shell                                | Masamune Shirow                                               | Seinen         | 2016        | Concluído        | 1       | JBC            | Concluído       | 1       | Kodansha             |
| The Ghost In The Shell 1.5                            | Masamune Shirow                                               | Seinen         | 2019        | Concluído        | 1       | JBC            | Concluído       | 1       |                      |
| The Ghost in the Shell 2.0                            | Masamune Shirow                                               | Seinen         | 2017        | Concluído        | 1       | JBC            | Concluído       | 1       | Kodansha             |
| Ghost in the Shell - Perfect Book                     | Masamune Shirow                                               |                | 2017        | Concluído        | 1       | JBC            | Concluído       | 1       |                      |
| The God's Lie                                         | Kaori Ozaki                                                   | Seinen         | 2016        | Concluído        | 1       | Planet Manga   | Concluído       | 1       |                      |
| The Innocent                                          | Avi Arad Junichi Fujisaku Yasung Ko                           | Shōnen         | 2013        | Concluído        | 1       | JBC            | Concluído       | 1       | Mag garden           |
| The Irregular at Magic High School: Arco da Matrícula | Fumino Hayashi e Tsutomu Satou (Roteiro) Tsuna Kitaumi (Arte) | Shōnen         | 2018        | Concluído        | 4       | Planet Manga   | Concluído       | 4       |                      |
| The Legend of Zelda                                   | Himekawa Akira                                                | Shōnen         | 2017        | Concluído        | 5       | Planet Manga   | Concluído       | 5       |                      |
| The Promised NeverLand                                | Kaiu Shirai Posuka Demizu                                     | Shōnen         | 2018        | Em Publicação    | 15      | Planet Manga   | Concluído       | 20      | Shueisha             |
| The Seven Deadly Sins                                 | Nakaba Suzuki                                                 | Shōnen         | 2015        | Concluído        | 41      | JBC            | Concluído       | 41      | Kodansha             |
| The Testament of Sister New Devil                     | Tetsuto Uesu (Roteiro) Kashiwa Miyako (Arte)                  | Shōnen         | 2016        | Concluído        | 9       | Planet Manga   | Concluído       | 9       |                      |
| The Wedding Eve                                       | Hozumi                                                        | Josei          | 2016        | Concluído        | 1       | Planet Manga   | Concluído       | 1       |                      |
| Thermae Romae                                         | Mari Yamazaki                                                 | Seinen         | 2013        | Concluído        | 6       | JBC            | Concluído       | 6       | Enterbrain           |
| Tiger & Bunny                                         | Kotone Ranmaru                                                | Seinen         | 2013        | Concluído        | 9       | Planet Manga   | Concluído       | 9       |                      |
| Tiger & Bunny: Anthology                              | Haduki Ryo                                                    | Seinen         | 2013        | Concluído        | 2       | Planet Manga   | Concluído       | 2       |                      |
| Tigre e o Dragão, O                                   | Wang Du LuAndy Seto                                           |                | 2006        | Concluído        | 11      | Planet Manga   | Concluído       | 12      |                      |
| To Love-Ru                                            | Saki Hasemi Kentaro Yabuki                                    | Shōnen / Ecchi | 2015        | Concluído        | 18      | JBC            | Concluído       | 18      | Shueisha             |
| Tokyo Babylon                                         | CLAMP                                                         | Shōjo          | 2005        | Concluído        | 7       | JBC            | Concluído       | 7       | Shinshokan           |
| Tokyo Ghoul                                           | Sui Ishida                                                    | Seinen         | 2015        | Concluído        | 14      | Planet Manga   | Concluído       | 14      | Shueisha             |
| Tokyo Ghoul:re                                        | Sui Ishida                                                    | Seinen         | 2017        | Concluído        | 16      | Planet Manga   | Concluído       | 16      |                      |
| Tokyo Mew Mew                                         | Reiko Yoshida Mia Ikumi                                       | Shōjo          | 2010        | Concluido        | 7       | Planet Manga   | Concluido       | 7       |                      |
| Tokyo Summer of The Dead                              | Kugura Shiichi                                                | Seinen         | 2013        | Concluído        | 4       | Concluído      | Concluído       | 4       |                      |
| Tom Sawyer                                            | Shin Takahashi                                                | Shōjo          | 2014        | Concluído        | 1       | JBC            | Concluído       | 1       | Hakusensha           |
| Toriko                                                | Mitsutoshi Shimabukuro                                        | Shōnen         | 2014        | Em Publicação    | 35      | Planet Manga   | Concluído       | 41      | Shueisha             |
| Toshiki's Sensual Girls                               | Toshiki Yui                                                   | Hentai         |             |                  |         |                |                 |         |                      |
| Triage X                                              | Shōji Satō                                                    | Shōnen         | 2013        | Em publicação    | 18      | Planet Manga   | Em publicação   | 21      |                      |
| Trigun                                                | Yasuhiro Nightow                                              | Shōnen         | 2006        | Concluído        | 4       | Planet Manga   | Concluído       | 3       |                      |
| Trigun Maximum                                        | Yasuhiro Nightow                                              | Seinen         | 2008        | Concluído        | 14      | Planet Manga   | Concluído       | 14      |                      |
| Trinity Blood                                         | Kiyo Kuujou                                                   | Shōnen         | 2008        | Cancelado        | 13      | Planet Manga   | Concluído       | 21      |                      |
| Tsubasa: Reservoir Chronicle                          | CLAMP                                                         | Shōnen         | 2006        | Concluído        | 56      | JBC            | Concluído       | 28      | Kodansha             |
| Tsumitsuki - espírito da culpa                        | Hiro Kiyohara                                                 | Shōnen         | 2014        | Concluído        | 1       | JBC            | Concluído       | 1       | Kadokawa shoten      |
| Tutor Hitman Reborn!                                  | Akira Amano                                                   | Shōnen         | 2013        | Concluído        | 42      | Planet Manga   | Concluído       | 42      |                      |

## U
| Obra                            | Autor                              | Gênero | Ano Lançado | Status no Brasil | Volumes | Editora      | Status no Japão | Volumes | Editora     |
| ------------------------------- | ---------------------------------- | ------ | ----------- | ---------------- | ------- | ------------ | --------------- | ------- | ----------- |
| Ultraman                        | Eiichi Shimizu Tomohiro Shimoguchi | Shōnen | 2015        | Em Publicação    | 12      | JBC          | Em Publicação   | 15      | HERO'S INC. |
| Ultramaniac                     | Wataru Yoshizumi                   | Shōjo  |             |                  | 5       | Planet Manga |                 | 5       |             |
| Ultramarine Magmell             | Di Nian Miao                       | Shōnen | 2019        | Em publicação    | 7       | Planet Manga | Em publicação   | 8       |             |
| UQ Holder!                      | Ken Akamatsu                       | Shōnen | 2016        | Em publicação    | 18      | JBC          | Em publicação   | 24      |             |
| Usagi Drop                      | Yumi Unita                         | Josei  | 2014        | Concluído        | 10      | Newpop       | Concluído       | 10      | Shodensha   |
| Utena - A Garota Revolucionária | Chiho Saito BePapas                | Shōjo  | 2008        | Concluído        | 10      | JBC          | Concluído       | 5       | Shogakukan  |
| Utena - Uma Aventura Mágica     | Chiho Saito BePapas                | Shōjo  | 2009        | Concluído        | 2       | JBC          | Concluído       | 1       | Shogakukan  |
| Uzumaki - A espiral do horror   | Junji Ito                          | Seinen | 2006        | Concluído        | 3       | Conrad       | Concluído       | 3       |             |
| Uzumaki                         | Junji Ito                          | Seinen | 2018        | Concluído        | 1       | Conrad       | Concluído       | 3       |             |

## V
| Obra                                 | Autor                                  | Gênero         | Ano Lançado | Status no Brasil | Volumes         | Editora          | Status no Japão | Volumes | Editora   |
| ------------------------------------ | -------------------------------------- | -------------- | ----------- | ---------------- | --------------- | ---------------- | --------------- | ------- | --------- |
| Vagabond                             | Takehiko Inoue                         | Seinen         | 2014        | Cancelado        | 4               | Nova Sampa       | Hiato           | 37      |           |
| Vagabond                             | Takehiko Inoue                         | Seinen         | 2001        | Cancelado        | 44 (meio-tanko) | Conrad           | Hiato           | 37      |           |
| Vagabond                             | Talento Inoue                          | Seinen         | 2016        | Em Publicação    | 37              | Planet Manga     | Hiato           | 37      | Kodansha  |
| Vampire Kisses – Laços de Sangue     | Ellen Schreiber Elisa Kwon             | Shōjo          | 2009        | Concluído        | 3               | Newpop           | Concluído       | 3       | Tokyo Pop |
| Vampire Knight                       | Matsuri Hino                           | Shōjo          | 2007        | Concluído        | 19              | Planet Manga     | Concluído       | 19      |           |
| Vampire Knight: Memories             | Matsuri Hino                           | Shōjo          | 2019        | Em publicação    | 5               | Planet Manga     | Em publicação   | 6       |           |
| Vampiro que Ri, O                    | Suehiro Maruo                          | Seinen         | 2004        | Concluído        | 1               | Conrad           | Concluído       | 1       |           |
| Variante                             |                                        | Seinen         | 2014        | Concluído        | 4               | Nova Sampa       | Concluído       | 4       |           |
| Velvet Kiss                          | Chihiro Harumi                         | Seinen         | 2018        | Concluído        | 4               | Newpop           | Concluído       | 4       |           |
| Video Girl Ai                        | Masakazu Katsura                       | Shōnen / Ecchi | 2001        | Concluído        | 30              | JBC              | Concluído       | 15      | Shueisha  |
| Vigilante: My Hero Academia Illegals | Hideyuki Furuhashi Betten Court        | Shōnen         | 2020        | Em publicação    | 4               | JBC              | Em publicação   | 11      |           |
| Vinland Saga                         | Makoto Yukimura                        | Seinen         | 2014        | Em Publicação    | 23              | Planet Manga     | Em Publicação   | 23      |           |
| Vinland Saga Deluxe                  | Makoto Yukimura                        | Seinen         | 2020        | Em Publicação    | 7               | Planet Manga     | Em Publicação   | 12      |           |
| Virgem Depois dos 30                 | Atsuhiko Nakamura e Bargain Sakuraichi | Biografia      | 2019        | Concluído        | 1               | Pipoca & Nanquim | Concluído       | 1       |           |
| Vitamin                              | Keiko Suenobu                          | Shōjo          | 2015        | Concluído        | 1               | JBC              | Concluído       | 1       |           |
| Voices of a Distant Star             | Makoto Shinkai Mizu Sahara             | Seinen         | 2011        | Concluído        | 1               | Planet Manga     | Concluído       | 1       |           |

## W
| Obra                                   | Autor                                           | Gênero | Ano lançado | Status no Brasil | Volumes | Editora      | Status no Japão | Volumes | Editora |
| -------------------------------------- | ----------------------------------------------- | ------ | ----------- | ---------------- | ------- | ------------ | --------------- | ------- | ------- |
| Wanted                                 | Matsuri Hino                                    | Shōjo  | 2008        | Concluído        | 1       | Planet Manga | Concluído       | 1       |         |
| Wanted!                                | Eiichiro Oda                                    | Shōnen | 2017        | Concluído        | 1       | Planet Manga | Concluído       | 1       |         |
| We Never Learn                         | Taishi Tsutsui                                  | Shōnen | 2020        | Em publicação    | 2       | Planet Manga | Concluído       | 21      |         |
| Wish                                   | CLAMP                                           | Shōjo  | 2015        | Concluído        | 4       | JBC          | Concluído       | 4       |         |
| Witches                                | Daisuke Igarashi                                | Seinen | 2017        | Concluído        | 2       | Planet Manga | Concluído       | 2       |         |
| Witchblade                             | Yasuko Kobayashi (Roteiro) Kazasa Sumita (Arte) | Seinen | 2007        |                  | 2       | Planet Manga |                 | 2       |         |
| Wolf's Rain                            | Keiko Nobumoto                                  | Seinen | 2010        | Concluído        | 2       | Planet Manga | Concluído       |         |         |
| Wotakoi - O Amor é Difícil para Otakus | Fuijta                                          | Josei  | 2019        | Em publicação    | 9       | Planet Manga | Em publicação   | 9       |         |

## X
| Obra     | Autor | Gênero | Ano Lançado | Status no Brasil | Volumes | Editora | Status no Japão | Volumes | Editora         |
| -------- | ----- | ------ | ----------- | ---------------- | ------- | ------- | --------------- | ------- | --------------- |
| X/1999   | CLAMP | Shōjo  | 2003        | Hiato            | 18      | JBC     | Concluído       | 19      | Kadokawa shoten |
| xxxHolic | CLAMP | Seinen | 2006        | Concluído        | 38      | JBC     | Concluído       | 19      | Kodansha        |

## Y
| Obra                         | Autor                                          | Gênero | Ano Lançado | Status no Brasil | Volumes         | Editora      | Status no Japão | Volumes | Editora  |
| ---------------------------- | ---------------------------------------------- | ------ | ----------- | ---------------- | --------------- | ------------ | --------------- | ------- | -------- |
| Yakuza Girl                  | Masaki Motonaga (Roteiro) Yu-Go Okuma (Arte)   | Shōnen | 2012        | Concluído        | 2               | Nova Sampa   | Concluído       | 2       |          |
| Yo-kai Watch                 | Noriyuki Konishi                               | Shōnen | 2016        | Cancelado        | 20 (meio-tanko) | Planet Manga | "Concluído"     | 17      |          |
| Your Lie in April            | Naoshi Arakawa                                 | Shōnen | 2017        | Concluído        | 11              | Planet Manga | Concluído       | 11      |          |
| Your Name                    | Makoto Shinkai (Roteiro) Ranmaru Kotone (Arte) | Seinen | 2017        | Concluído        | 3               | JBC          | Concluído       | 3       |          |
| Your Name - Edição Única     | Makoto Shinkai (Roteiro) Ranmaru Kotone (Arte) | Seinen | 2019        | Concluído        | 1 (3 em 1)      | JBC          | Concluído       | 3       |          |
| Yu-Gi-Oh!                    | Kazuki Takahashi                               | Shōnen | 2006        | Concluído        | 38              | JBC          | Concluído       | 38      | Shueisha |
| Yuuna e a Pensão Assombrada  | Miura Tadahiro                                 | Shōnen | 2019        | Em publicação    | 11              | Planet Manga | Concluído       | 24      |          |
| Yu Yu Hakusho                | Yoshihiro Togashi                              | Shōnen | 2002        | Concluído        | 38              | JBC          | Concluído       | 19      | Shueisha |
| Yu Yu Hakusho (Anime Comics) | Yoshihiro Togashi                              | Shōnen | 2005        | Concluído        | 3               | JBC          | Concluído       | 3       | Shueisha |
| Yu Yu Hakusho (Relançamento) | Yoshihiro Togashi                              | Shōnen | 2014        | Concluído        | 19              | JBC          | Concluído       | 19      | Shueisha |
| Yuki - Vingança na Neve      | Kazuo Koike (Roteiro) Kazuo Kamimura (Arte)    | Seinen | 2006        | Concluído        | 6 (meio-tanko)  | Conrad       | Concluído       | 3       |          |

## Z
| Obra               | Autor                                         | Gênero | Ano lançado | Status no Brasil | Volumes | Editora      | Status no Japão | Volumes       | Editora                 |
| ------------------ | --------------------------------------------- | ------ | ----------- | ---------------- | ------- | ------------ | --------------- | ------------- | ----------------------- |
| Zero Eterno        | Naoki Hyakuta (Roteiro) Souichi Sumoto (Arte) | Seinen | 2015        | Concluído        | 5       | JBC          | Concluído       | 5             |                         |
| Zetman             | Masakazu Katsura                              | Seinen | 2015        | Concluído        | 20      | JBC          | Concluído       | 20            | Shueisha                |
| Zetsuen no Tempest | Kyō Shirodaira                                | Shōnen | 2015        | Concluído        | 10      | JBC          | Concluído       | 10            |                         |
| Zettai Kareshi     | Yuu Watase                                    | Shōjo  | 2007        | Concluído        | 6       | Conrad       | Concluído       | 6             |                         |
| Zone 00            | Kiyo Kyujyo                                   | Shōnen | 2011        | Paralisado       | 7       | Planet Manga |                 | 16            |                         |
| Zucker             | Stúdio Season                                 | Shōjo  | 2010        | Concluído        | 1       | Newpop       | Não se Aplica   | Não se aplica | Newpop (Mangá nacional) |